# Spoorwegstations in Nederland
Er zijn ongeveer 400 spoorwegstations in Nederland. Ze onderscheiden zich qua functie niet van die in andere landen; in het algemeen kan wel gesteld worden dat de kortere reisduren en hogere frequentie van treinen in een relatief klein land ertoe hebben geleid dat stations in Nederland een wat minder uitgebreid voorzieningenniveau hadden en hebben. Ook de kleinere omvang van de spoorwegmaatschappijen (in de tijd dat dit private ondernemingen waren, hetgeen tot in de Eerste Wereldoorlog het geval was) leidde ertoe dat in Nederland, met uitzondering van Amsterdam Centraal en in mindere mate Den Haag Hollands Spoor, geen "spoorwegkathedralen" gebouwd werden. Ook de combinatie van een (prestigieus) station en (dito) hotel, die in een aantal landen voorkwam, is in Nederland niet gerealiseerd.
In dit artikel worden uitsluitend stations voor reizigersvervoer besproken.

## Typen stations
Stations plegen te worden onderscheiden in een aantal typen, al naargelang hun indeling:
- Doorgangsstation: dit is het normale type, waarbij treinen uit beide richtingen kunnen arriveren en in beide richtingen kunnen vertrekken.
- Eilandstation: dit is een doorgangsstation waarbij het (enige) perron alsmede de hoofdgebouwen tussen de sporen liggen. Nederlandse voorbeelden zijn Weert en Breukelen.
- Kopstation: dit type station vormt het eindpunt van de spoorlijn en sluit hem af. Nederlandse voorbeelden hiervan zijn Den Haag Centraal, Den Helder, Zandvoort en Vlissingen
- Kruisingsstation: dit type station bevindt zich op de kruising van twee doorgaande lijnen. Nederlandse voorbeelden: Amsterdam Sloterdijk en Duivendrecht.
- Vorkstation: dit type station bevindt zich (direct) op de plaats waar twee spoorlijnen van elkaar aftakken. Nederlands voorbeeld: Amsterdam Muiderpoort, Leiden Centraal,  en Schin op Geul.
- Knooppuntstations: Dit zijn stations waar verschillende spoorlijnen samenkomen en treinen vaak moeten keren. In Nederland is vaak het aantal perrons beperkt. Deze perrons zijn op knooppuntstations echter zeer lang en hebben een A- en B-gedeelte, die afzonderlijk gebruikt kunnen worden door korte of middellange treinen. Hiervoor zijn er vaak extra rijsporen zonder perron aangelegd met overloopwissels. Elk perrongedeelte is apart bereikbaar. Zo kunnen van één eilandperron vier verschillende treinen onafhankelijk van elkaar aankomen en vertrekken. Een nadeel voor de reiziger is dat een overstap tussen treinen die op de A- en B-zijde stoppen een lange loopafstand heeft. Er hoeven dan echter geen trappen genomen te worden. Het grootste knooppuntstation van Nederland is Station Utrecht Centraal als tweede komt Station Amsterdam Centraal. Op een aantal knooppuntstations zijn voor kerende treinen ook zogenaamde zaksporen aanwezig, dit zijn sporen die eindigen in het midden van een eilandperron, bijvoorbeeld aan de westkant van Station Haarlem.

## Negentiende eeuw
De eerste Nederlandse spoorwegstations waren de tijdelijke gebouwtjes aan beide einden van de in 1839 geopende spoorlijn Amsterdam - Haarlem. Deze werden enkele jaren later, zodra de financiën het toelieten, vervangen door permanente gebouwen. De bouwstijl was vaak neoclassicistische, met soms Duitse invloeden. De art-nouveaustijl kwam weinig voor: in feite slechts bij één station: het thans nog bestaande station Haarlem.
Buitenlandse spoorwegmaatschappijen, in de negentiende eeuw op Nederlands grondgebied actief, bouwden een aantal stations waarin niet-Nederlandse invloeden zichtbaar waren. Het thans nog bestaande station Valkenburg is hiervan een voorbeeld.
Bij grensstations kwam vaak een zekere mate van extra aankleding voor: het station werd beschouwd als een "visitekaartje" waarmee men zich aan de zojuist gearriveerde buitenlandse reiziger presenteerde. Dit was bijvoorbeeld het geval bij het (in de Tweede Wereldoorlog verwoeste) station Vlissingen uit 1882, het begin van een destijds belangrijke verbinding tussen Groot-Brittannië en Duitsland, deels via de Noord-Brabantsch-Duitsche Spoorweg-Maatschappij.

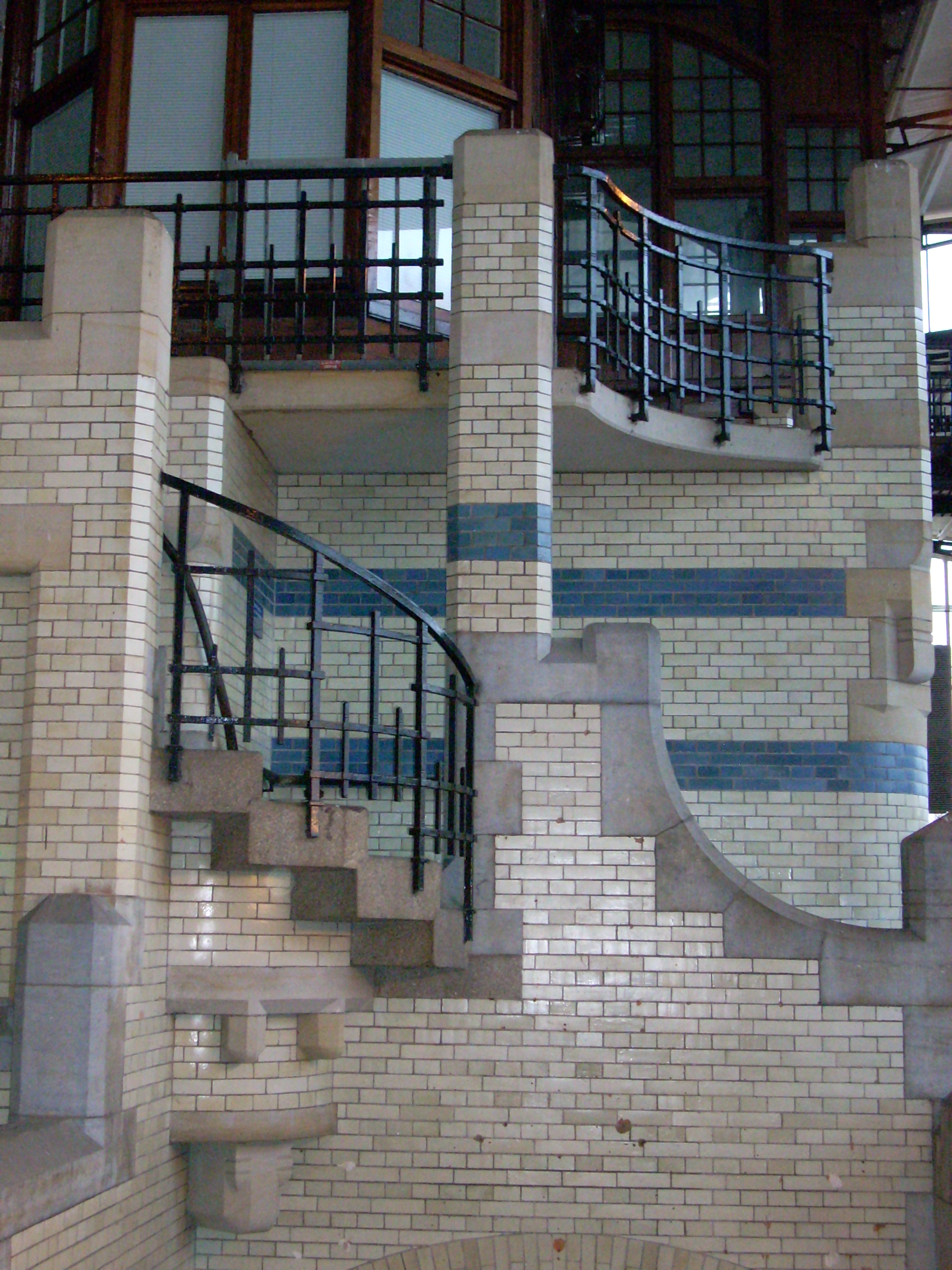
Trappen op station Haarlem
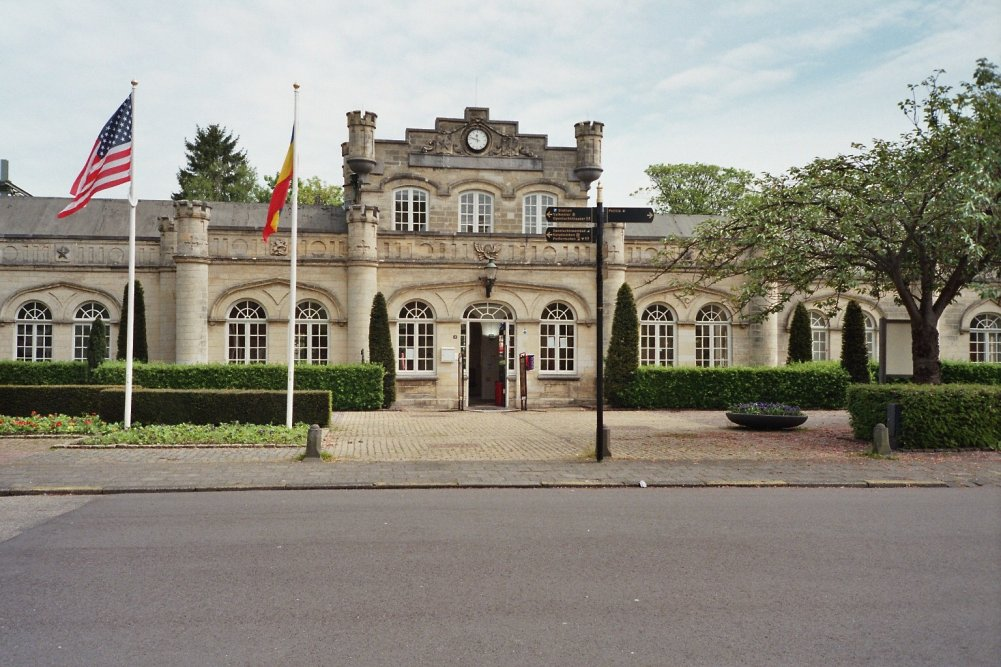
Station Valkenburg
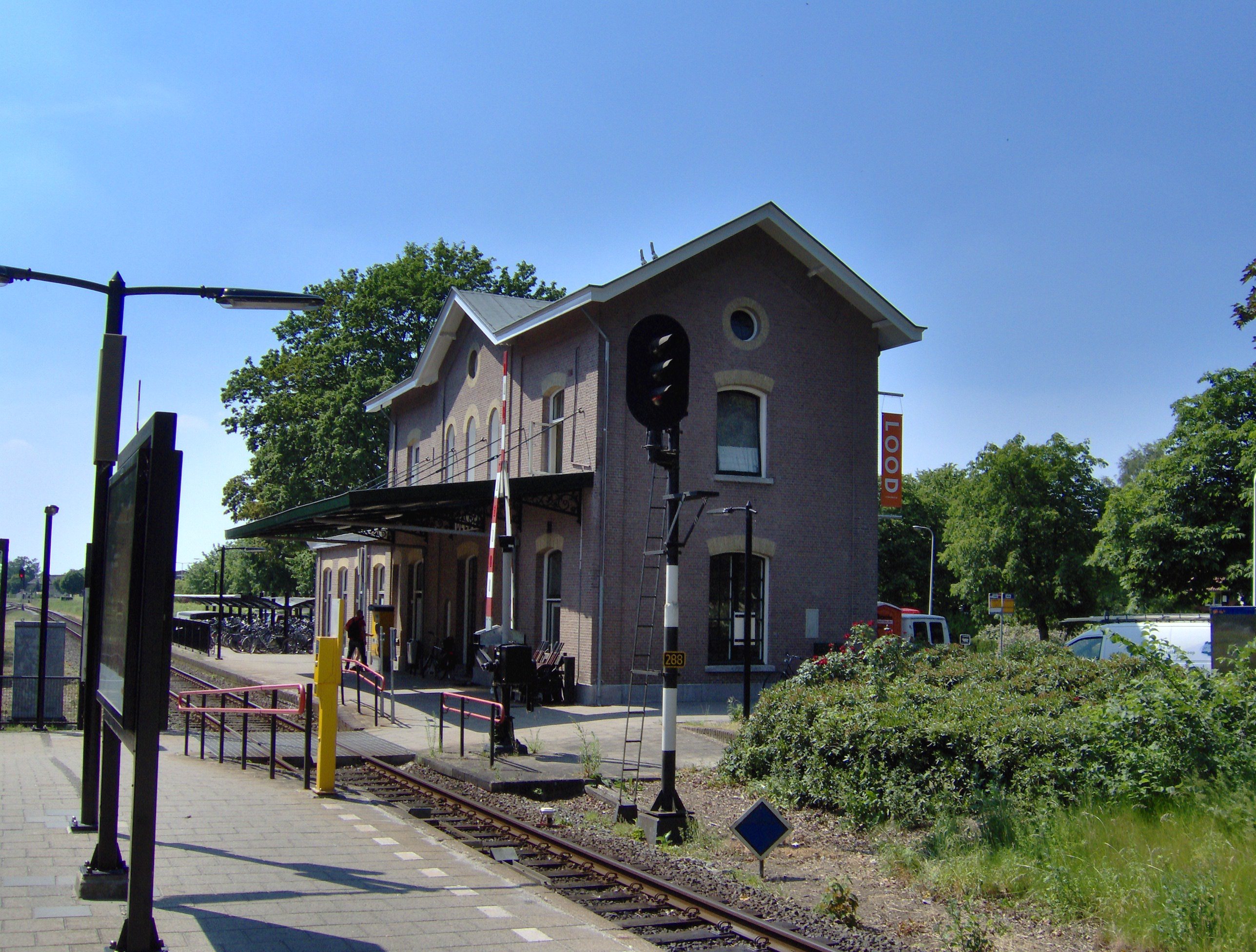
Station Delden, standaardstation vierde klasse

### Standaardstations (19e eeuw)
Nadat de staat vanaf 1863 de aanleg van spoorwegen sterk stimuleerde (volgens het principe van aanleg door de staat, doch exploitatie door een particuliere maatschappij) werd vaak gekozen voor in hoge mate gestandaardiseerde stationsontwerpen (vaak aangeduid als waterstaatstations), in vijf klassen van grootte. Kleinere afwijkingen waren nog steeds aanwezig: vrijwel geen twee waterstaatsstations waren exact gelijk. Van deze stations zijn nog diverse voorbeelden aanwezig, soms in gebruik, doch vaak met een andere bestemming.
Ook andere spoorwegmaatschappijen bouwden standaardstations. Voorbeelden zijn:
- Standaardstations van de Geldersch-Overijsselsche Lokaalspoorweg-Maatschappij
- Standaardstations van de Nederlandsche Centraal Spoorweg-maatschappij
- Standaardstations van de Noordoosterlocaalspoorweg-Maatschappij
- Standaardstations van de Haarlemmermeerspoorlijnen

Bij de omvang van deze stations dient de huidige lezer te bedenken dat ten tijde van de bouw ervan de exploitatie van een station aanmerkelijk arbeidsintensiever was dan nu: ook een klein station had een fulltime stationschef, die vaak boven het station woonde, en er waren meerdere personeelsleden voor zaken als de afhandeling van stukgoederen, (de niet-elektrische) verlichting en de beveiliging. In een aantal gevallen moest bij de bouw van stations rekening worden gehouden met de beperkingen van de toen nog geldende Vestingwet: dit was onder meer het geval bij de (toenmalige) stations van Bergen op Zoom, Breda en Maastricht.

## Twintigste eeuw
Van de periode tot de Eerste Wereldoorlog is Haarlem het meest opvallend (bouwjaar 1908). Uit de jaren 30 zijn vooral Amsterdam Amstel en Amsterdam Muiderpoort van de hand van H.G.J. Schelling vermeldenswaard.

### Wederopbouw
De grootscheepse verwoesting van het Nederlandse spoorwegnet in de Tweede Wereldoorlog noodzaakte tot herbouw van een groot aantal stations. Hierbij werd vaak gebruikgemaakt van prefabbetonelementen, zoals bij de stations van Arnhem (1954, gesloopt in 2007), Zutphen en Enschede, alle drie eveneens ontworpen door Schelling. Bij de stations van Den Bosch (1952, gesloopt in 1992), Nijmegen (1954, later aanmerkelijk verbouwd) en Vlissingen (1950), alle van de hand van ir. S. van Ravesteyn, was sprake van een voor de huidige tijd rijke ornamentering.

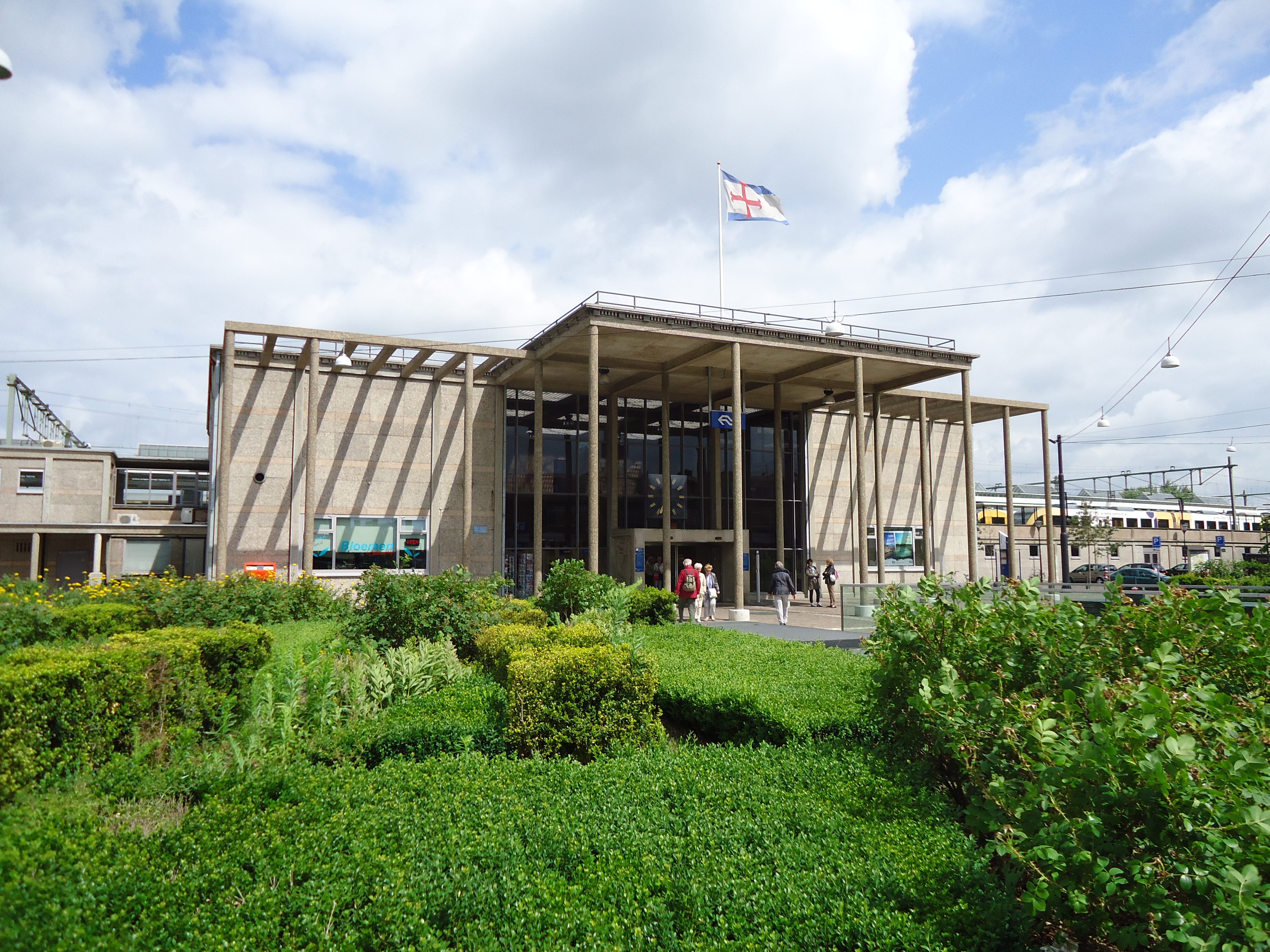
Station Zutphen
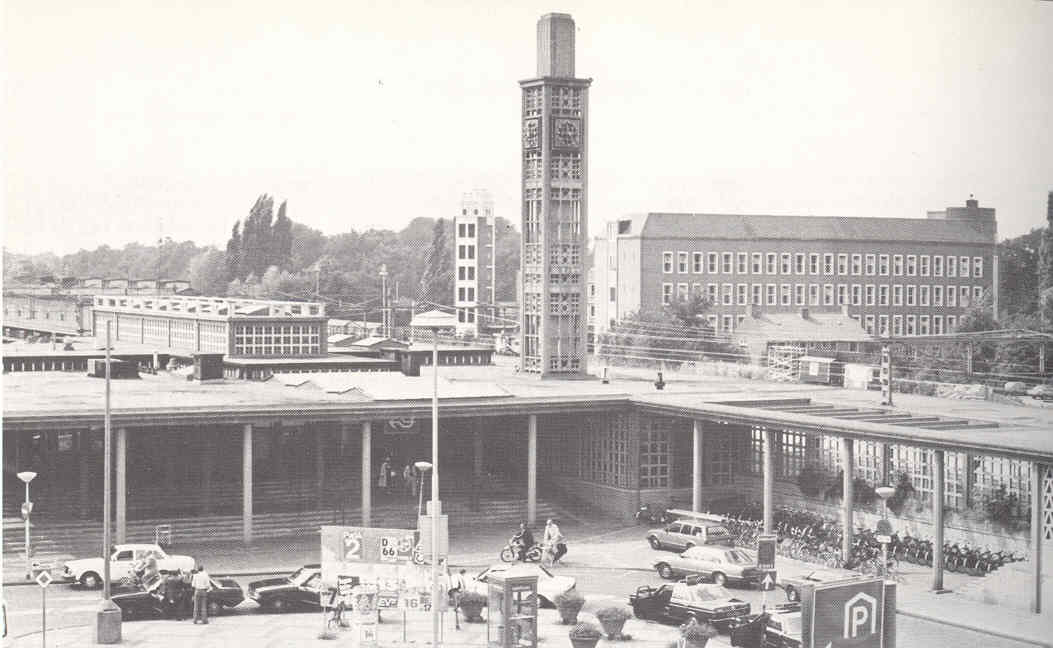
Station Enschede
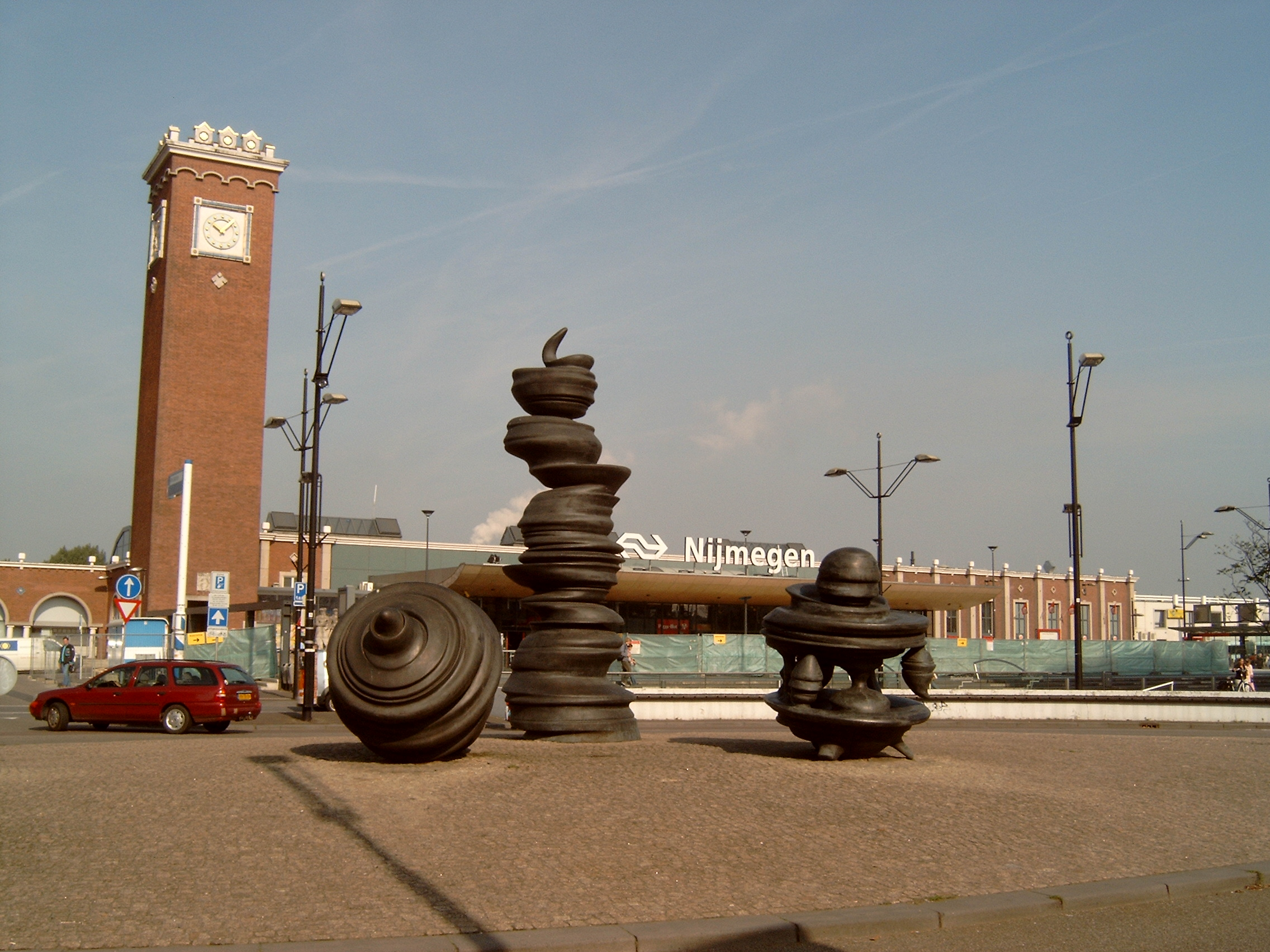
Station Nijmegen
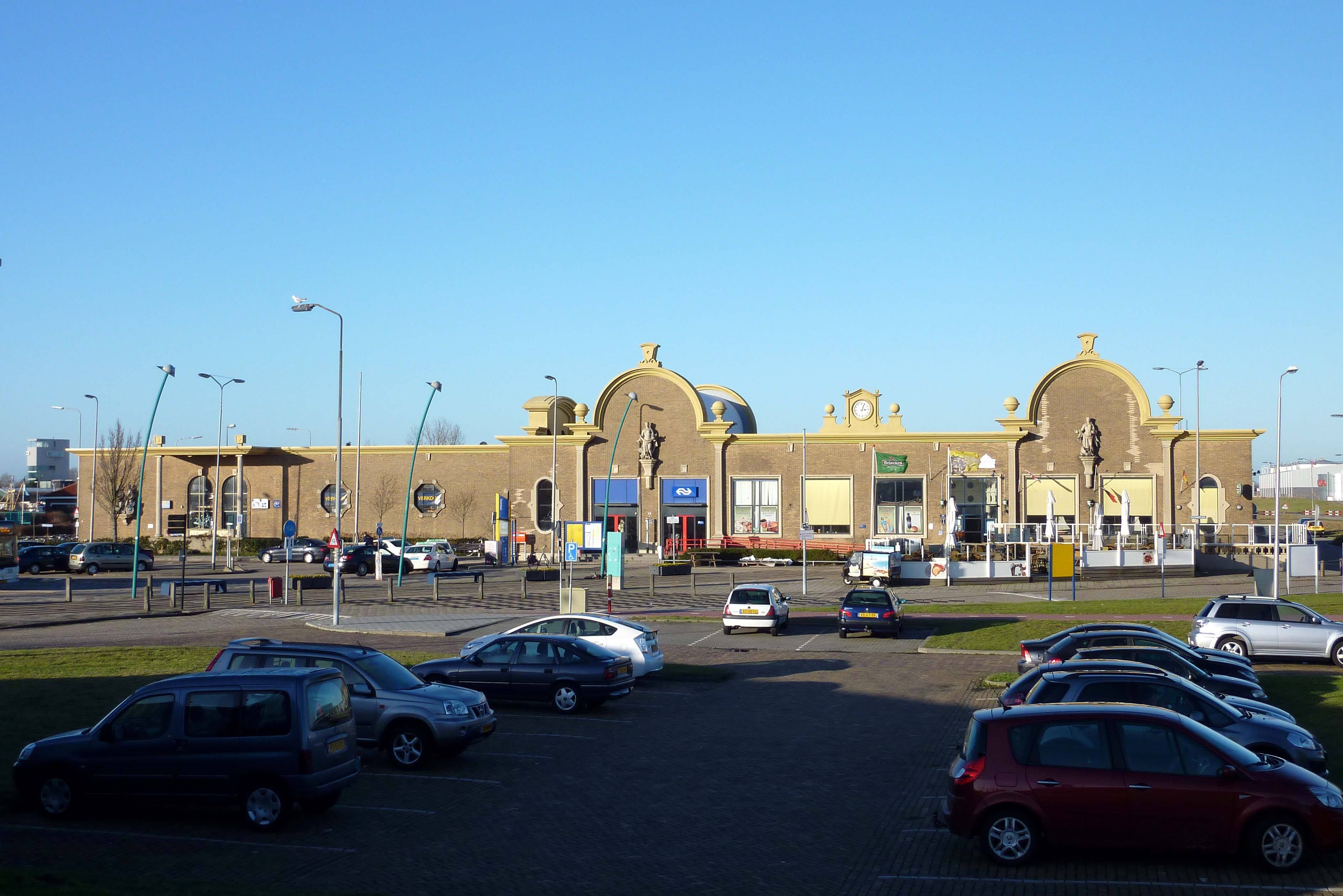
Station Vlissingen

### Jaren 1960-1979
De "klassieke" stijl werd in aan het eind van de jaren 50 verlaten. Een "doorbraak" vormde hierbij het station van Tilburg van K. van der Gaast, met een opvallende parapludakconstructie die niet alleen de sporen maar ook het stationsgebouw overspande. Ook na de Tweede Wereldoorlog was sprake van standaardisatie van stationsontwerpen. In een aantal gevallen werd exact hetzelfde ontwerp op meerdere plaatsen gerealiseerd: de zogeheten sextant van de hand van ir. C. Douma. In andere gevallen werden grotendeels gelijke ontwerpen met kleine variaties op diverse plaatsen gebouwd, vaak als vervanging van bouwvallige standaardstations. Een voorbeeld hiervan is Almelo de Riet van het standaardtype Vierlingsbeek.
In het kader van de actieve cityvorming kregen Den Haag Centraal en Utrecht nieuwe stations in 1973. Het principe van samenbouw (om financiële redenen en om functionele redenen) werd grootschalig toepast. Bij Den Haag Centraal (1973), als vervanger van het oude station Staatsspoor, was (samen met Utrecht) voor het eerst sprake van een combinatie van een station (inclusief tram- en busvervoer) met een kantoorgebouw. Bij Den Haag CS resulteerde dat in een gebouw met de vorm van een eenvormige rechthoekige "kolos" die het station visueel geheel afsloot. Bij Utrecht CS leidde de integratie van het station in het winkel- en kantorencomplex Hoog Catharijne tot een stationsgebouw dat zowel van buitenaf (zie de foto) als van binnenuit niet goed herkenbaar was. Het station van Utrecht is tussen 2011 en 2016 gesloopt maar het was wel een van de weinige voorbeelden van actieve cityvorming met betrekking tot een station in de jaren '70. Samenbouw kwam daarentegen bij meer stations voor.

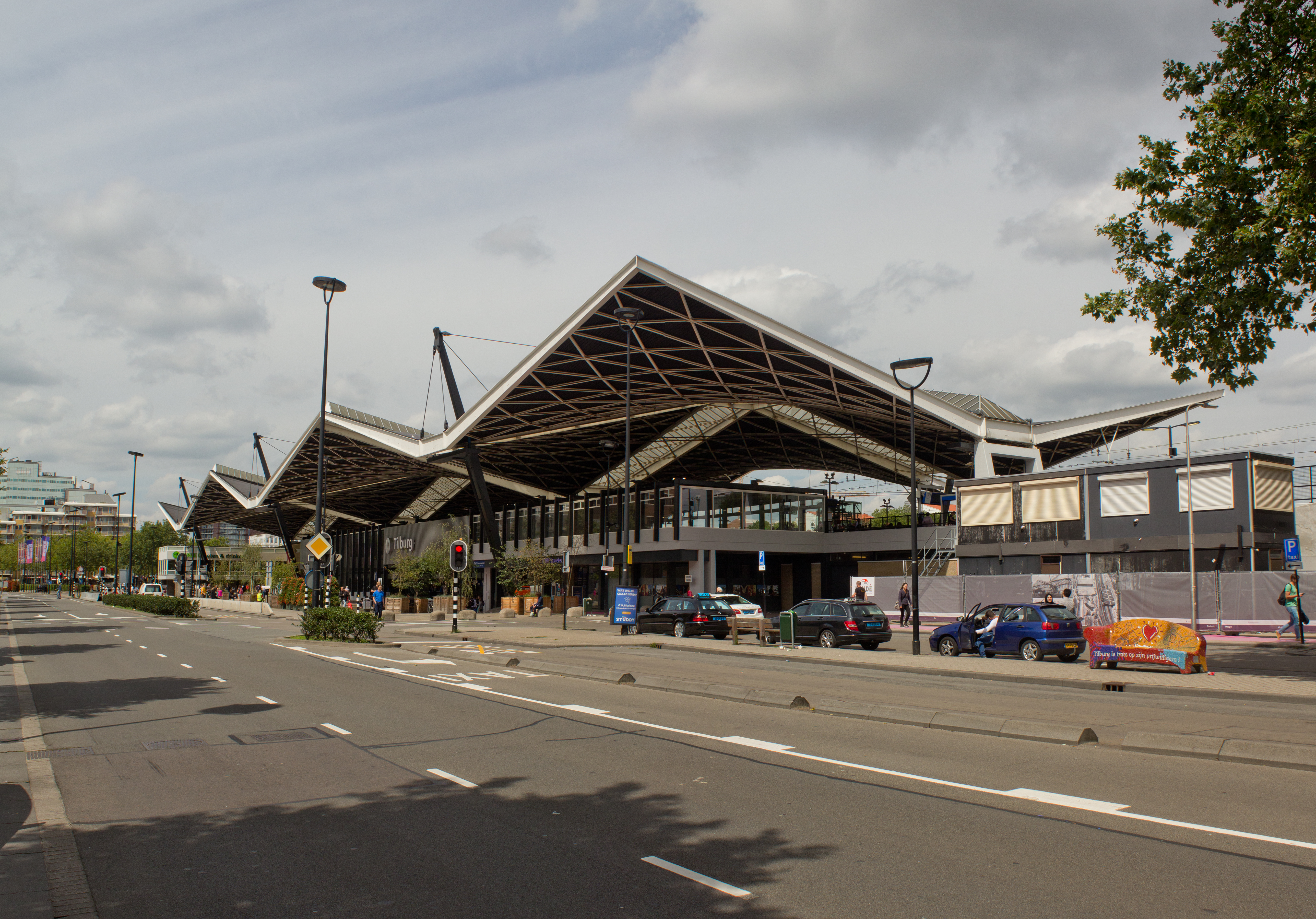
Station Tilburg
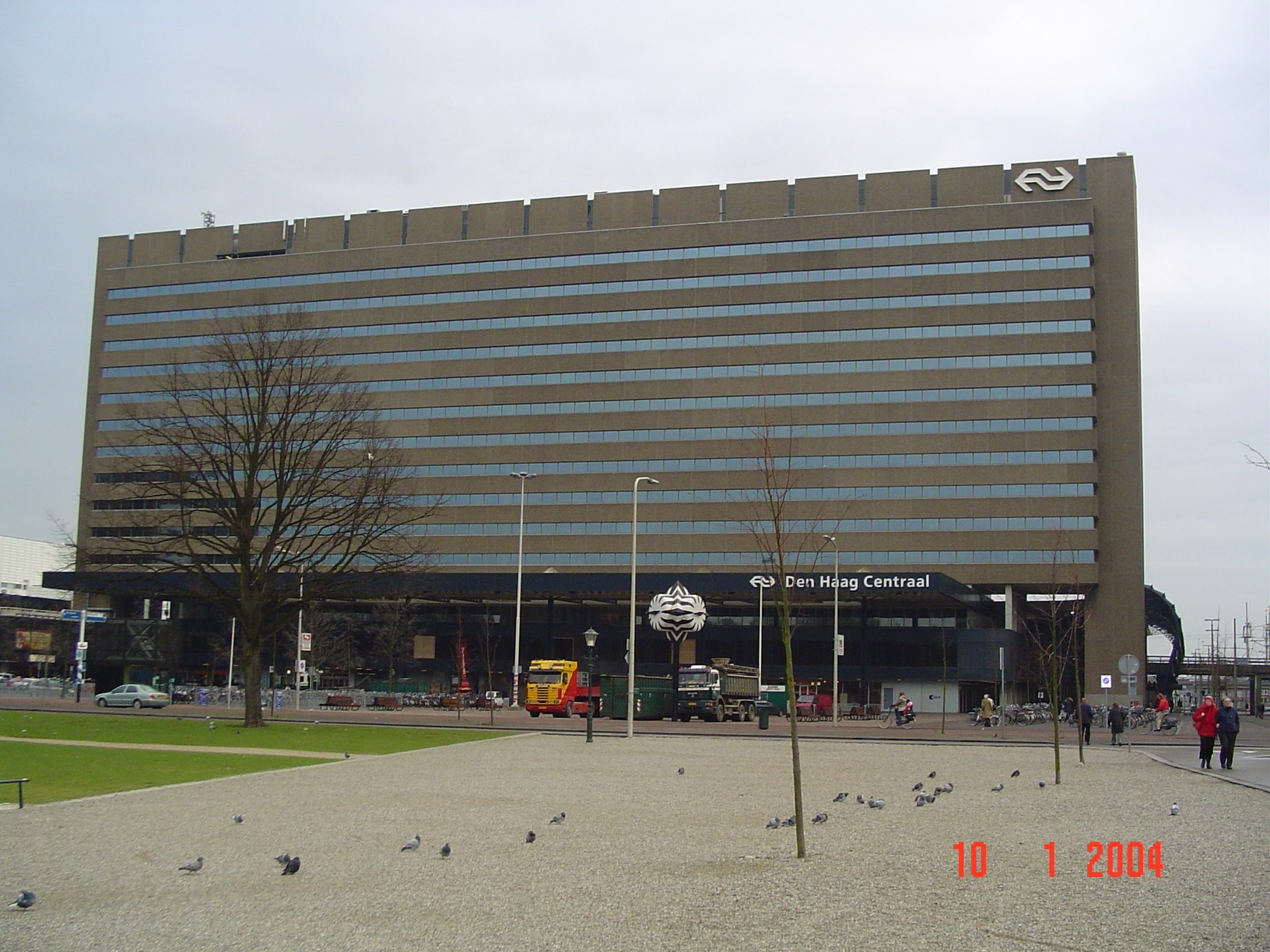
Station Den Haag Centraal
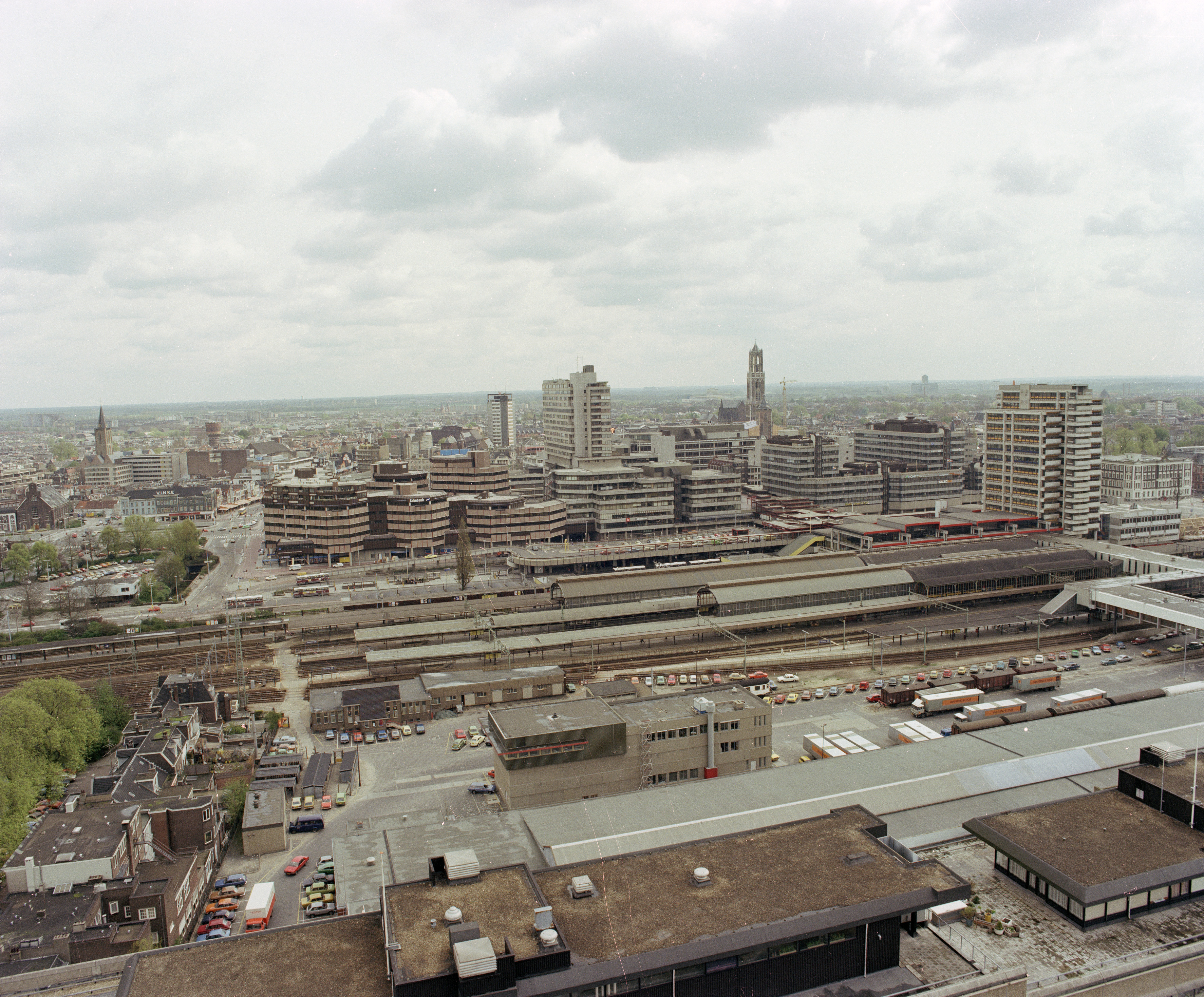
Station Utrecht Centraal (uit 1973, uitgebreid in 1989 en in 2016 vervangen)

### Jaren 1980-1999
Vanaf circa 1980 kreeg de stationsarchitectuur meer aandacht (en ook meer budget) en kon een groot aantal nieuwe stations worden gerealiseerd. Een aantal hiervan:
- Almere Centrum (1986), waar een hoofdwinkelstraat onder het station doorloopt.
- Amersfoort (1997), waar de combinatie van station en kantoorruimte op een meer aansprekende wijze werd vormgegeven.
- Leiden centraal (1996), waar de tunnel tussen de stationshal en de perrons tevens een voetgangerstraverse tussen diverse stadsdelen vormt, hetgeen problemen opleverde bij en na de plaatsing van poortjes voor de OV-chipkaart.
- In Gouda (1984) werden de tongewelven,[2] beeldbepalend voor het station uit 1948, in het nieuwe ontwerp herhaald; diverse beeldhouwwerken werden naar het nieuwe station overgebracht.
- Drie stations, Schiphol (1978), Rijswijk en Rotterdam Blaak (1993), werden boven een ondergrondse spoorlijn gebouwd. Het eerste is sinds 1995 geheel in het hoofdgebouw van Schiphol opgenomen en is als station nauwelijks meer zichtbaar: de reiziger ziet slechts enige roltrappen en de ticketbalie.
- 's-Hertogenbosch (1951) werd in 1998 vervangen door een geheel nieuw station, waarbij de perronoverkapping (aangemerkt als Rijksmonument) behouden bleef.

Bij de nieuwe stations was vaak sprake van een zeer "open" architectuur, met een vloeiende overgang tussen "buiten" en "binnen".

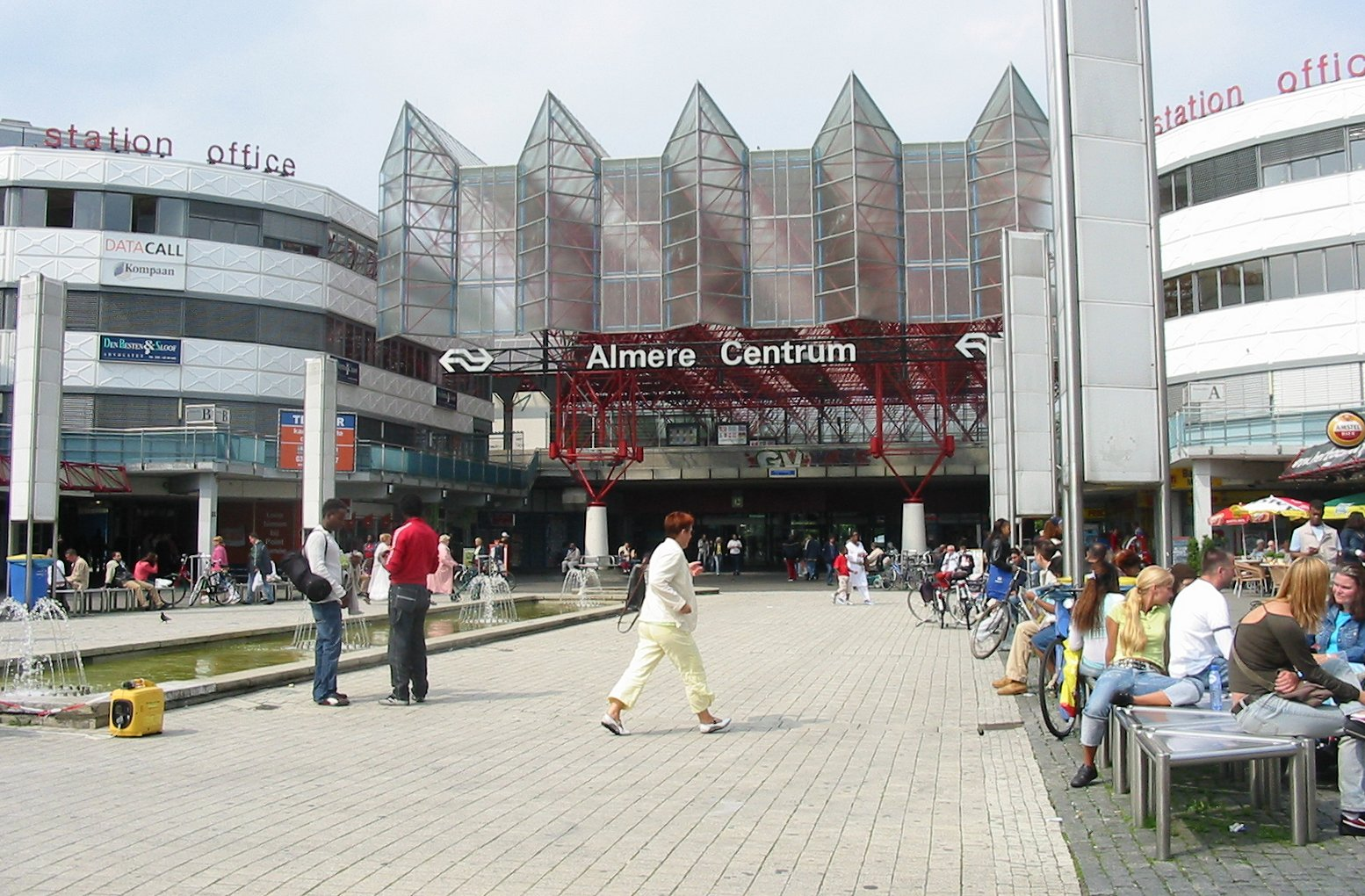
Station Almere Centrum
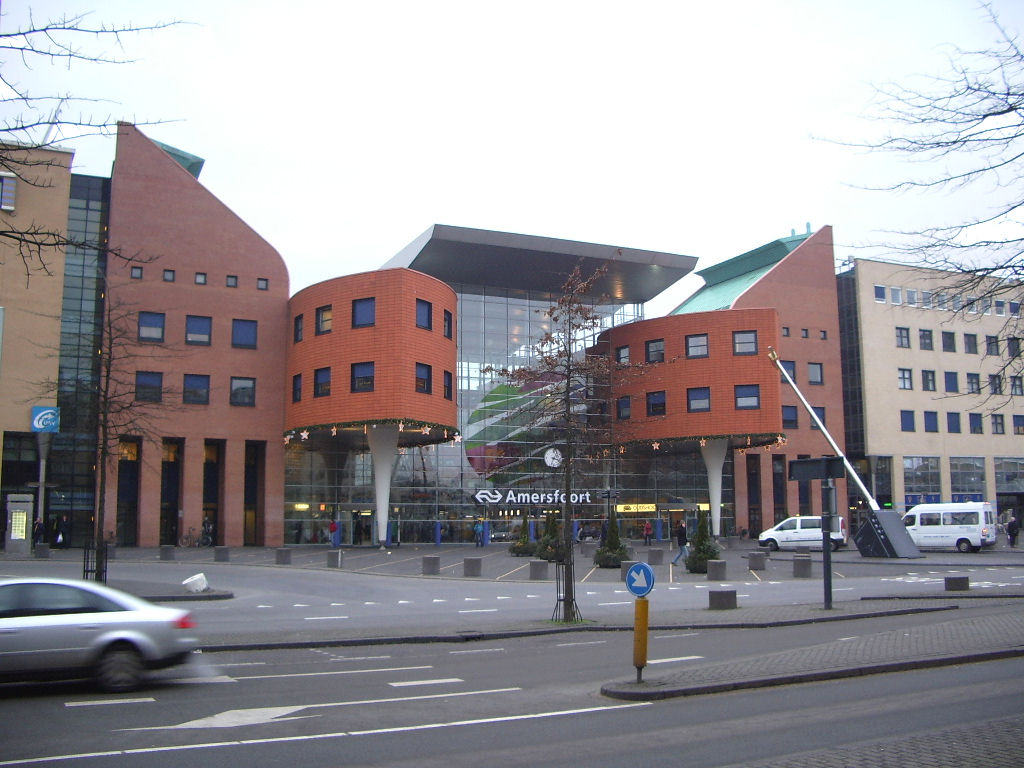
Station Amersfoort Centraal
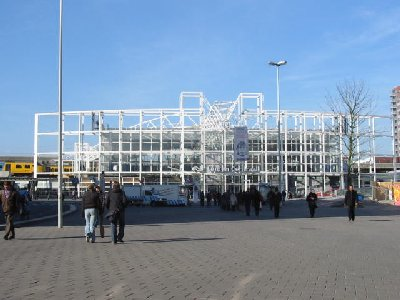
Station Leiden Centraal
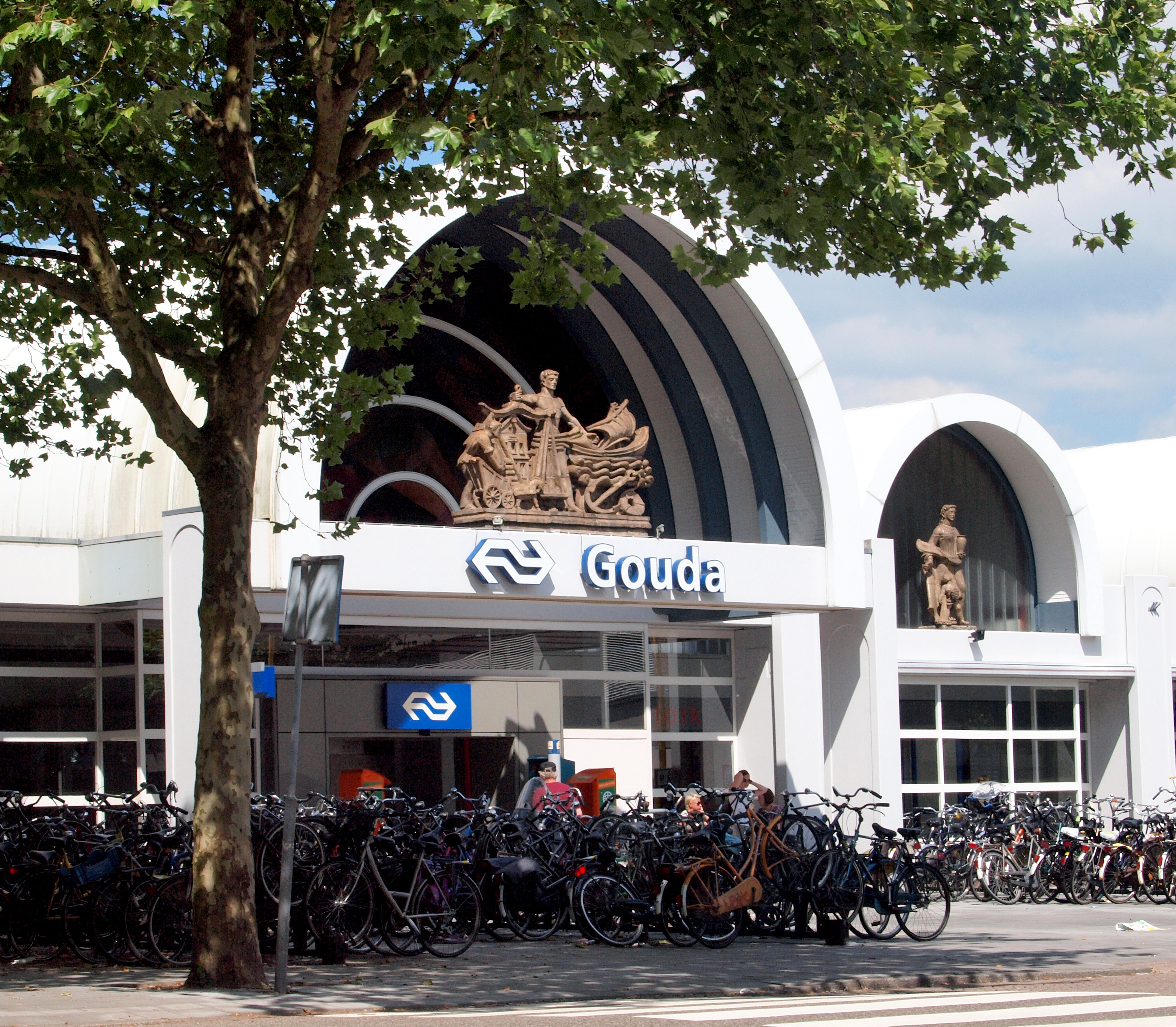
Station Gouda
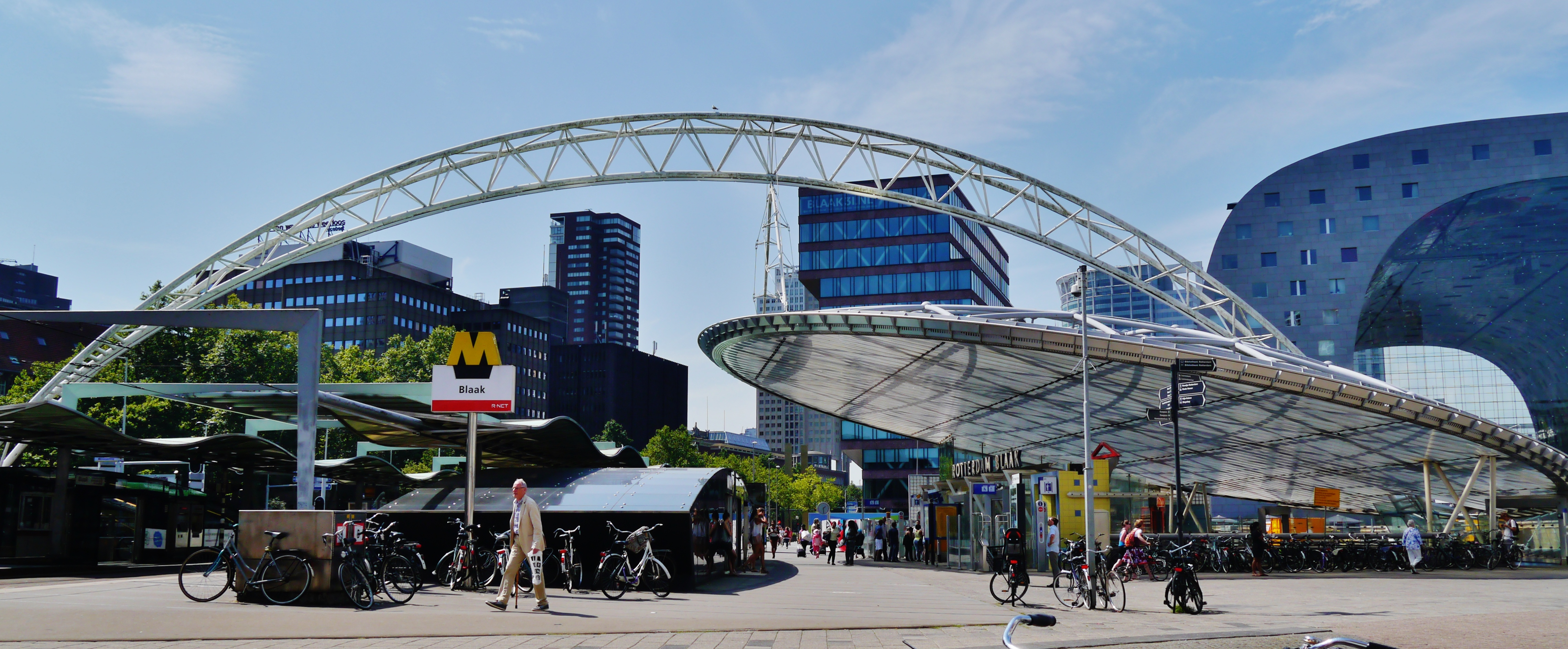
Station Rotterdam Blaak
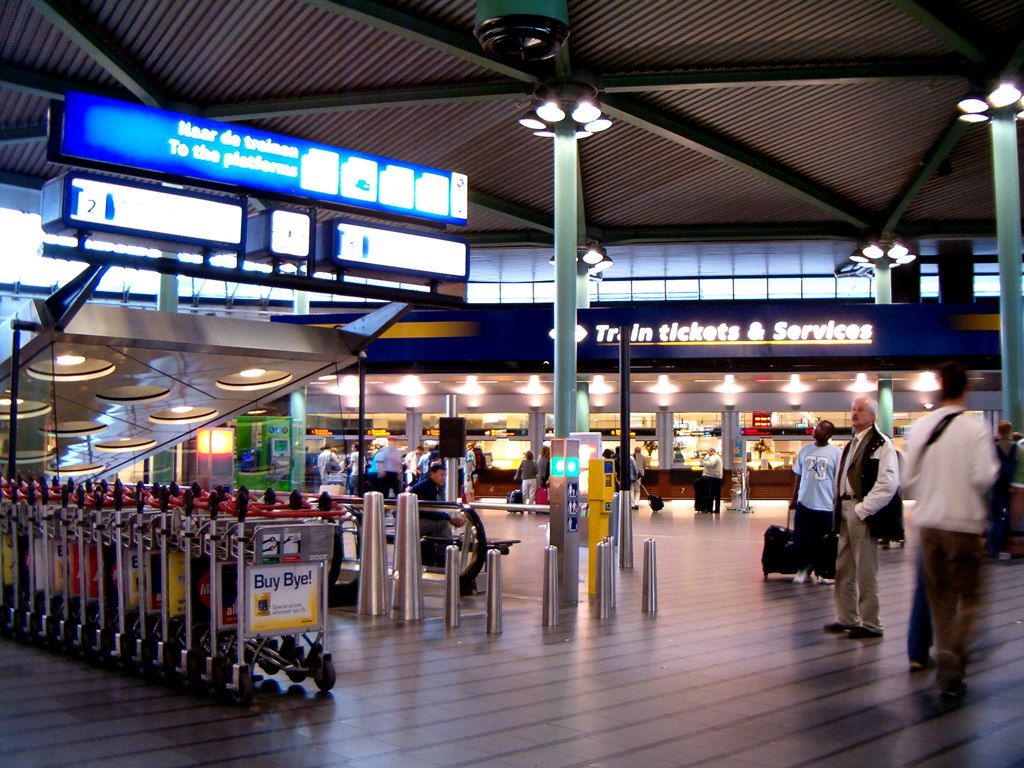
Station Schiphol Airport
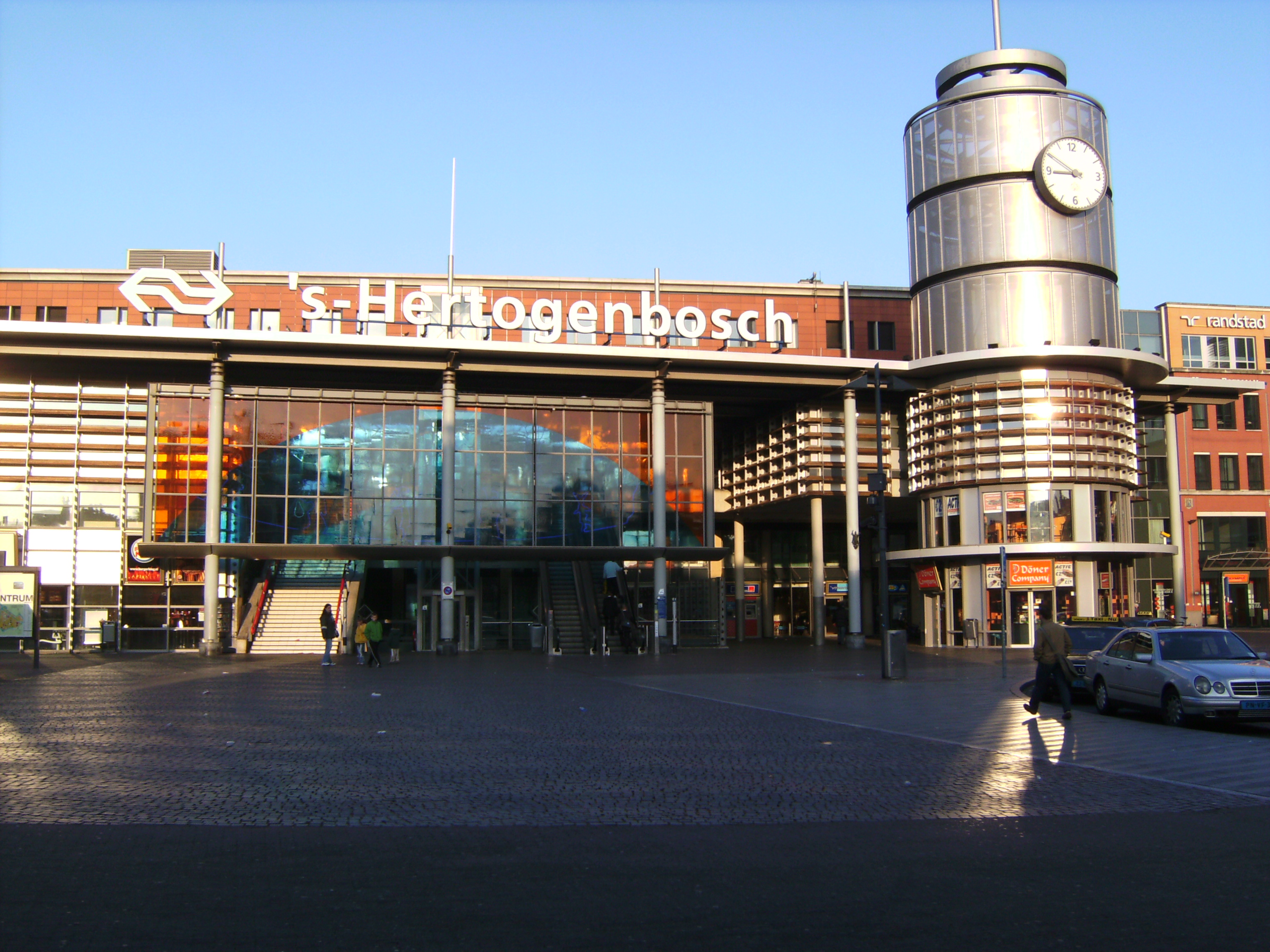
Station 's-Hertogenbosch

Een aantal stations werd omvangrijk verbouwd. Te noemen zijn:
- Amsterdam Centraal wordt vanaf 1997 verbouwd; de verbouwing zal naar verwachting rond 2022 zijn voltooid.
- Hoorn uit 1882, verbouwd in 1990.
- Den Haag Hollands Spoor, 1991.

## Eenentwintigste eeuw

### Jaren 2000-2009
Het Hoofdstation in Groningen werd in 2000 gerestaureerd, waarbij het gedecoreerde plafond in de centrale hal, dat door lekkage was aangetast en door een verlaagd plafond aan het zicht was onttrokken, weer werd hersteld. De vernieuwing van Station Arnhem bleek op diverse financiële en technische problemen te stuiten, als gevolg waarvan de reizigers geruime tijd werden geconfronteerd met een zeer onoverzichtelijke situatie en lange loopafstanden tussen het busstation en de perrons, waardoor regelmatig aansluitingen tussen bus en trein werden gemist.
Langs bestaande spoorlijnen werden een aantal nieuwe stations gebouwd voor het bedienen van stadsuitbreidingen, zoals Arnhem Zuid (voor de wijken De Laar, Elderveld en Schuytgraaf) en Helmond Brandevoort (voor de gelijknamige wijk).
Een groot station dat werd gebouwd in deze periode was het station Amsterdam Bijlmer Arena, vanwege de verdubbeling van de spoorlijn vanaf dat station naar Utrecht en de aanleg van de Utrechtboog. Tevens werd de ArenA Boulevard daar ontwikkeld. In tegenstelling tot zijn voorganger zouden metro- en treinperrons voortaan gescheiden zijn, dat paste bij het concept van de OV-chipkaart dat rond die tijd werd ingevoerd, en van de toegangspoortjes op stations. Het stationsinterieur zoals de banken pastte bij de nieuwe huisstijl die de NS na de verzelfstandiging in 1995 had ingevoerd.

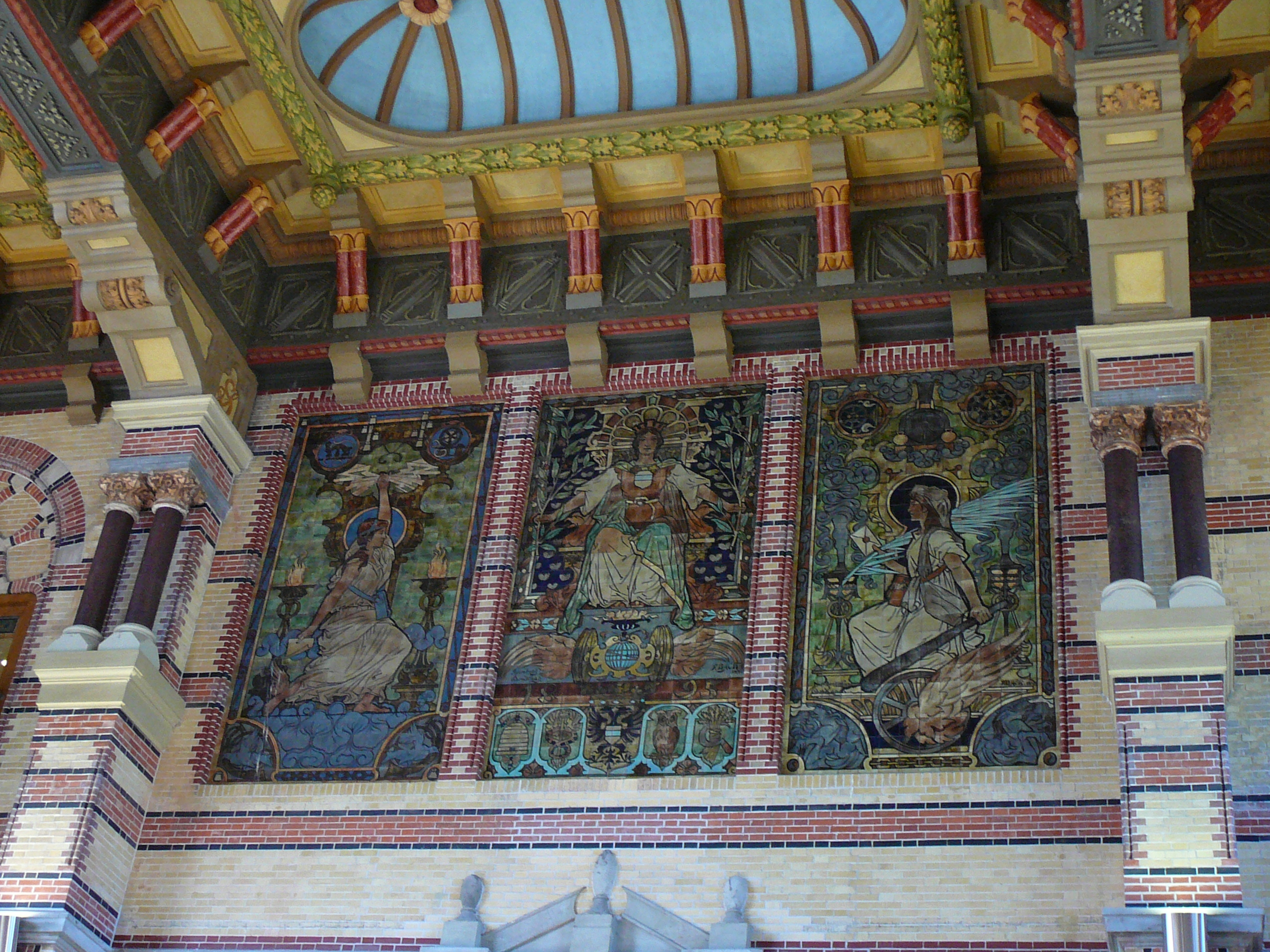
Plafond station Groningen
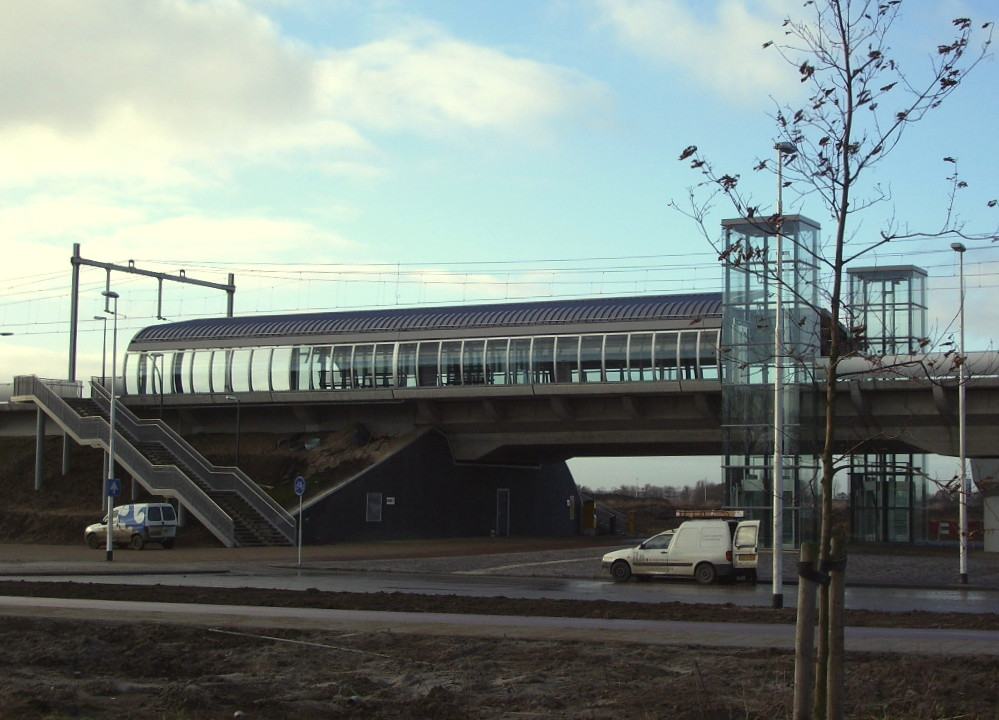
Station Arnhem Zuid
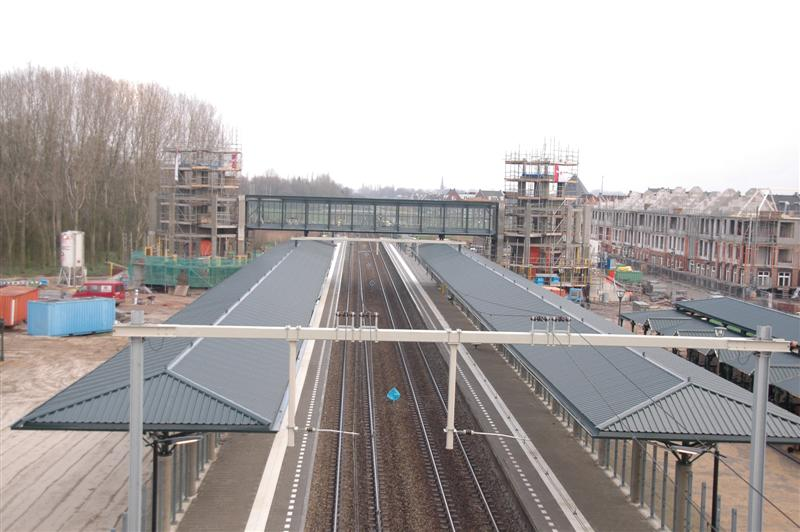
Station Helmond Brandevoort
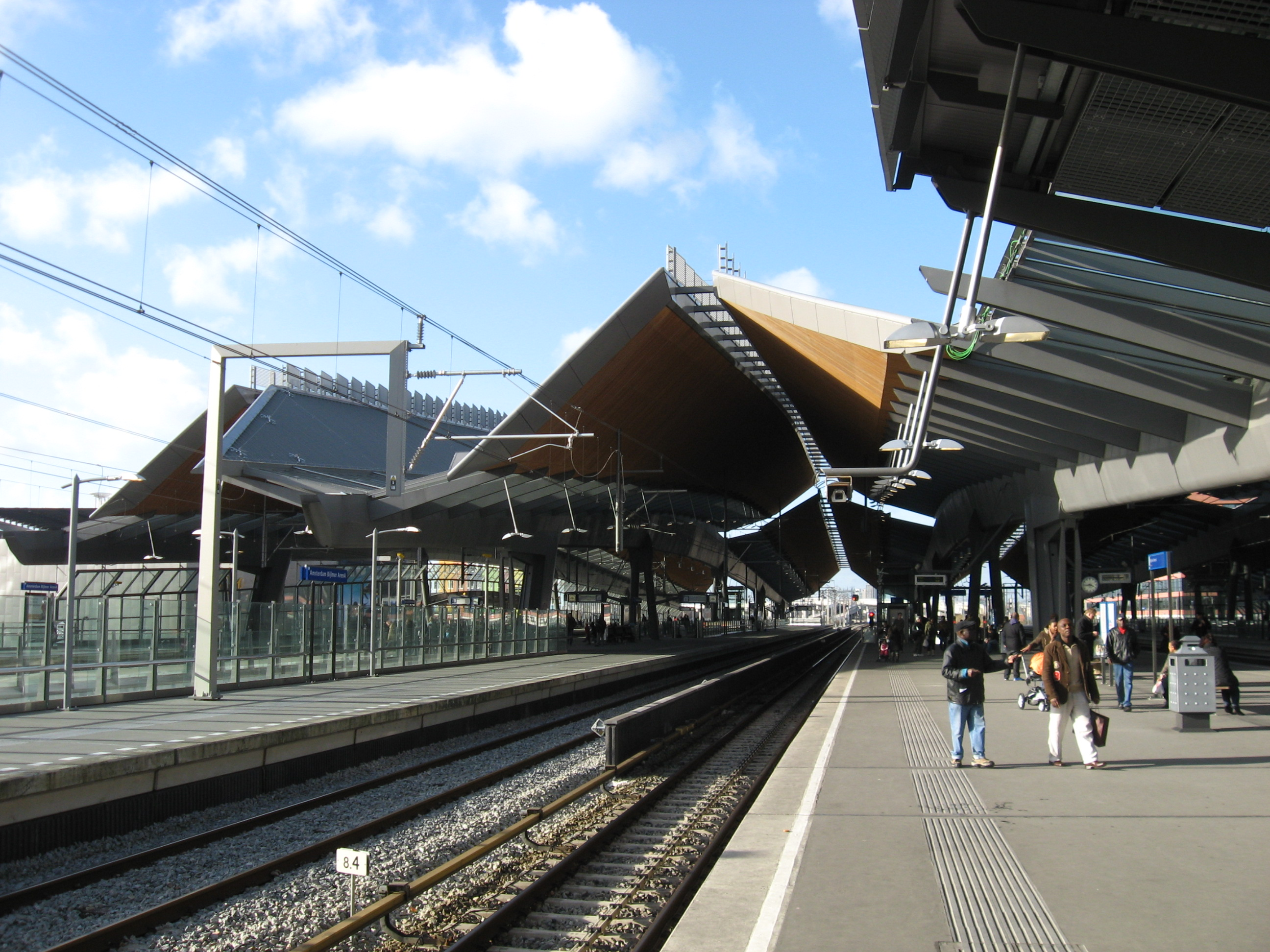
Station Bijlmer ArenA

### Jaren 2010-2019
In de jaren 2010-2019 zijn bijna gelijktijdig een zeer groot aantal stations vergroot, uitgebreid, verbouwd en/of gemoderniseerd. Opvallend is dat het hier, onder meer, om de hoofdstations in de vier grootste steden van Nederland ging, en ook om vier grote steden in de Brabantse stedenrij, naast andere belangrijke knooppunten zoals Arnhem en Zwolle. De kranten hebben artikelen gewijd aan deze bouwgolf in Nederland. In de grotere stations heeft ProRail de verbouwing ook aangegrepen om het winkelaanbod aanzienlijk te vergroten.

#### Nieuwe Sleutelprojecten, komst van hogesnelheidstreinen
Eén aanleiding voor vijf stations was de komst van hogesnelheidstreinen in Nederland wat voor het toenmalige Ministerie van VROM reden was om het concept Nieuwe Sleutelprojecten te introduceren als plan. De stations zouden onderdeel worden van het ruimtelijk beleid in de betreffende stationsgebieden en ook belangrijke andere functies moeten vervullen op het gebied van wonen, werken en vrijetijdsbesteding. Het voornemen en de wens was om de stations een bijzonder en aantrekkelijk ontwerp te geven. In aanmerking kwamen 
- Station Amsterdam Zuid als onderdeel van de Zuidas (de stationsverbouwing is uitgesteld tot in de jaren 2020-2029);
- Rotterdam Centraal als onderdeel van een gewijzigd Masterplan Rotterdam Centraal waarbij aan het heringerichte stationsplein een nieuwe Weenatunnel is gebouwd;
- Den Haag Centraal als onderdeel van het (Masterplan) Den Haag Nieuw Centraal waarbij onder meer het naastgelegen winkel- en kantoren complex is her-ontwikkeld (New Babylon). Den Haag Nieuw Centraal is op zijn beurt weer een onderdeel van een verzameling van ontwikkelgebieden die door de gemeente als Den Haag Nieuw Centrum wordt aangeduid, en zie ook het latere gestarte:"Central Innovation District Den Haag" (waarbij de vernieuwing van het station Den Haag Centraal is voortgezet met de bouw van een nieuw busstation);
- Utrecht Centraal als onderdeel van CU2030;
- Arnhem Centraal als onderdeel van het (Master)plan Arnhem Centraal waarbij ook het Stationsplein (Arnhem) is her-ontwikkeld en de Willemstunnel is gebouwd;
- Station Breda / Openbaar Vervoer Terminal Breda als onderdeel van CrossMark Breda.

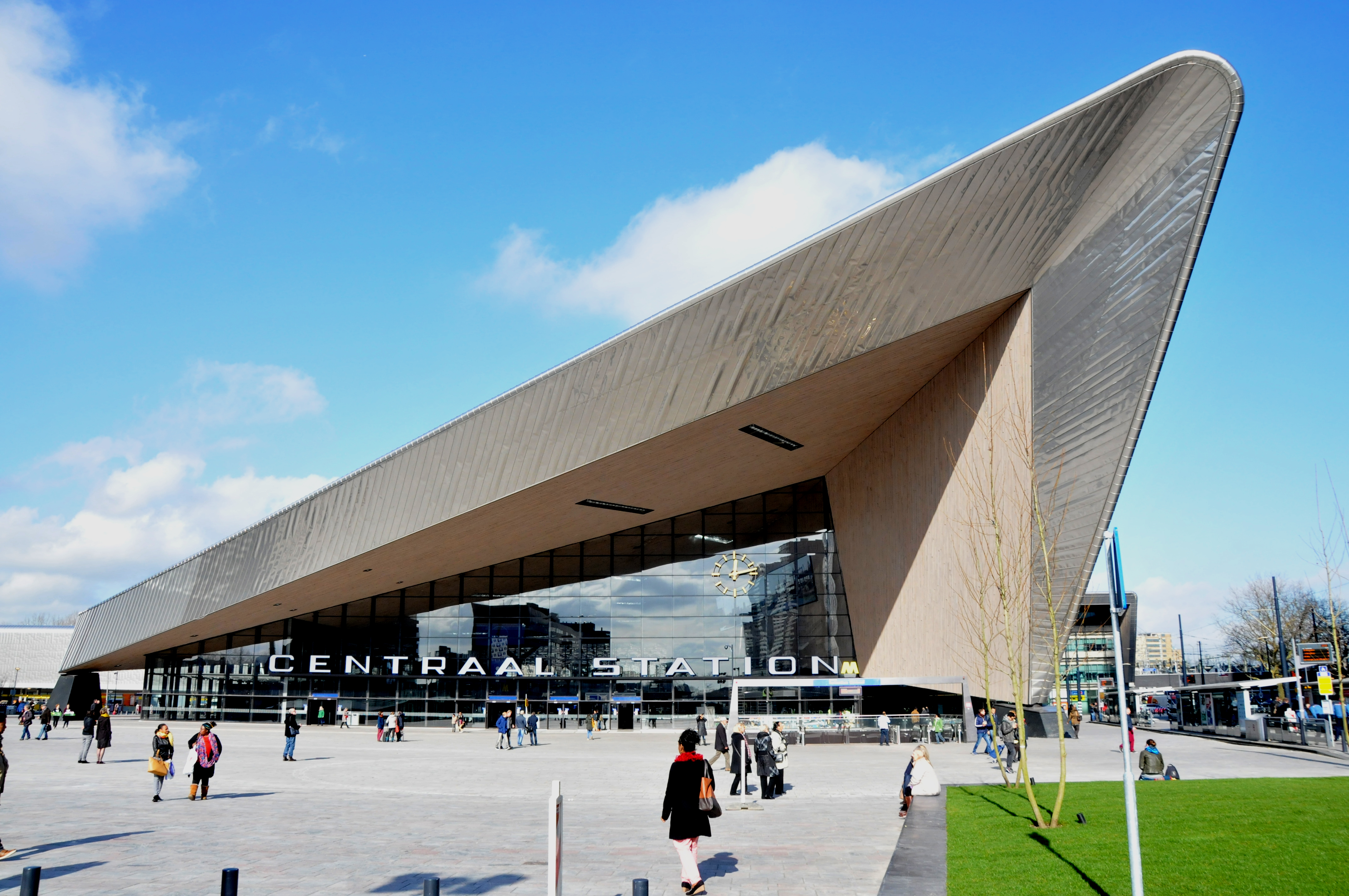
Station Rotterdam Centraal
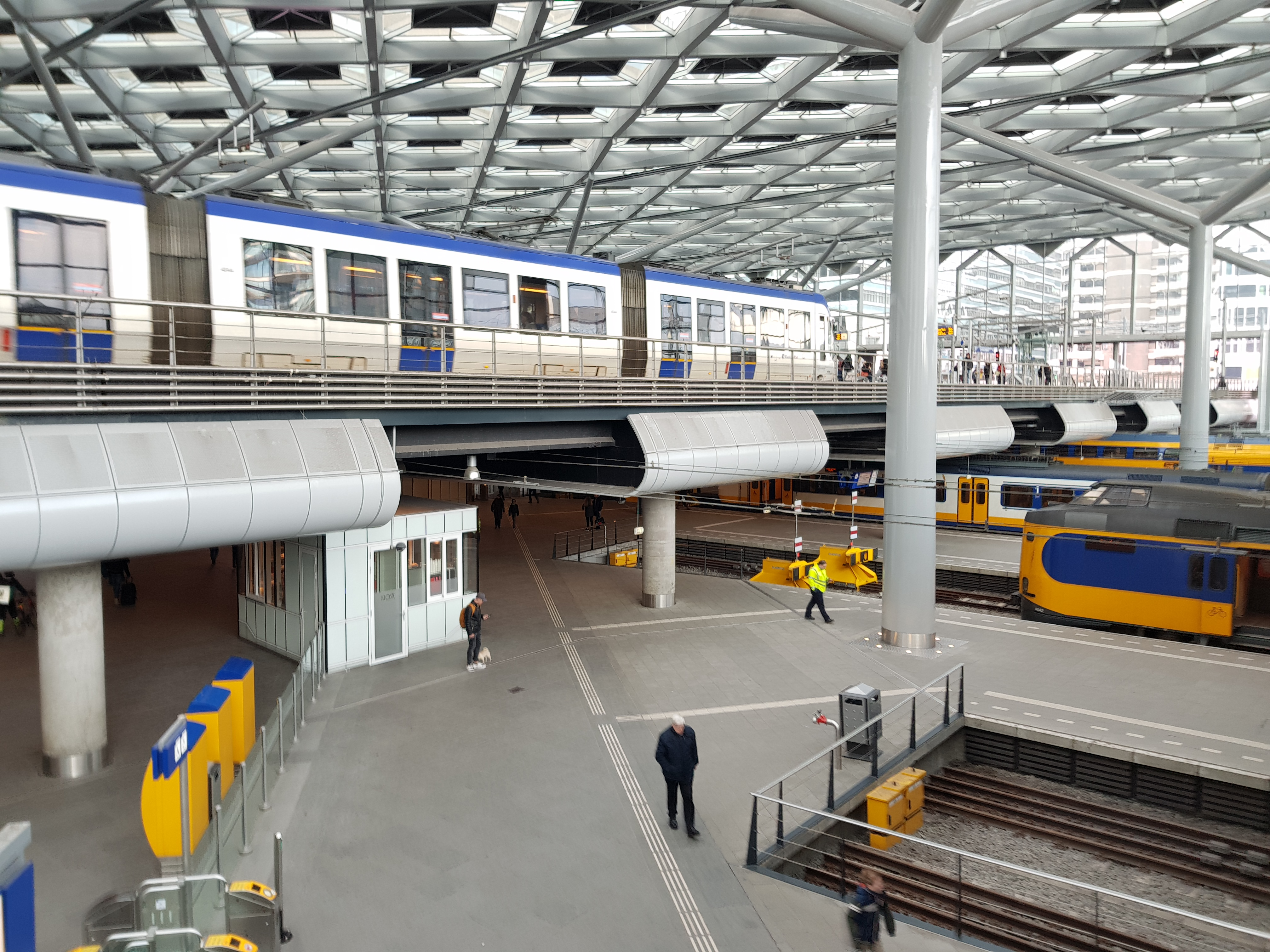
Station Den Haag Centraal
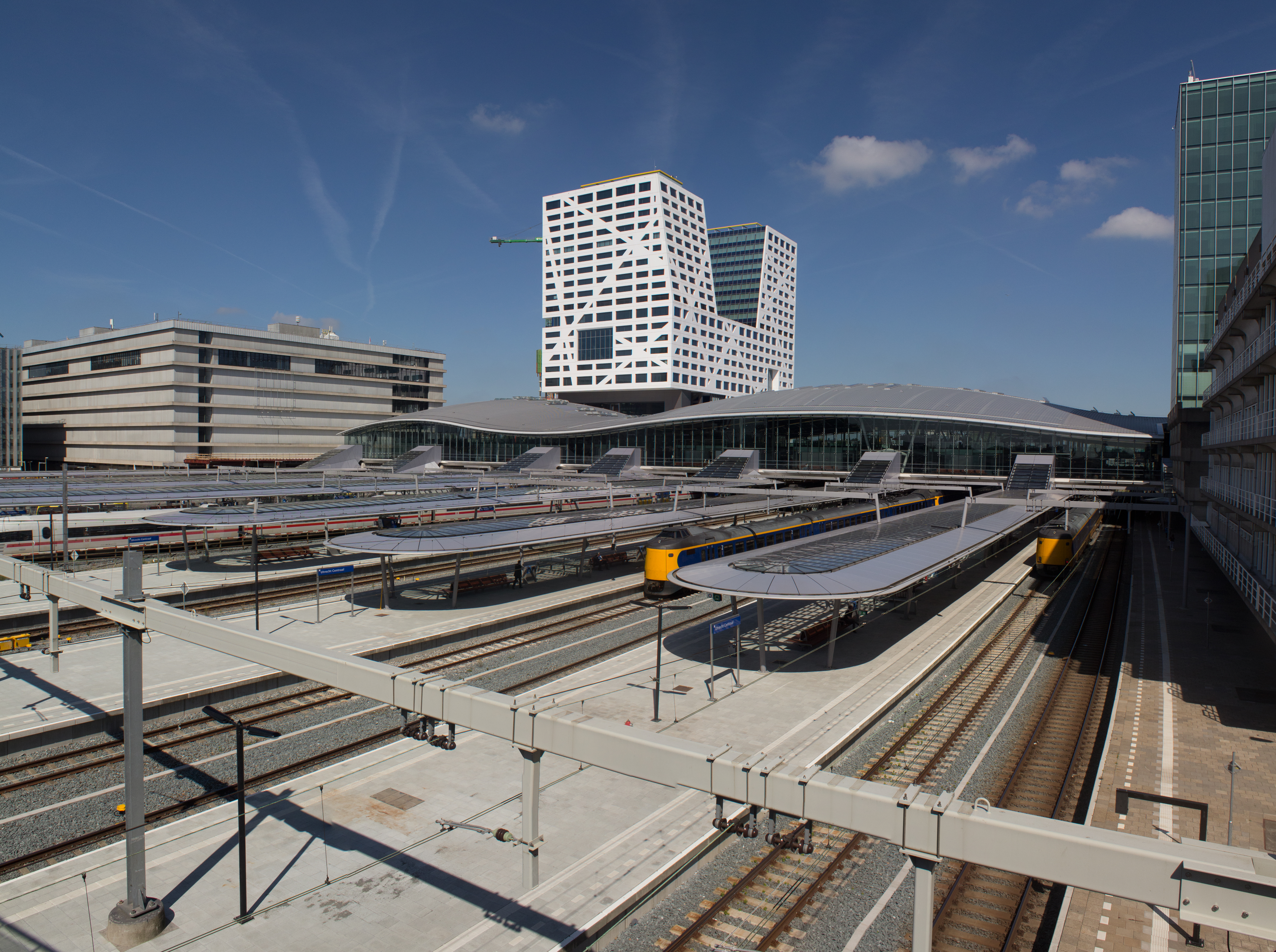
Station Utrecht Centraal
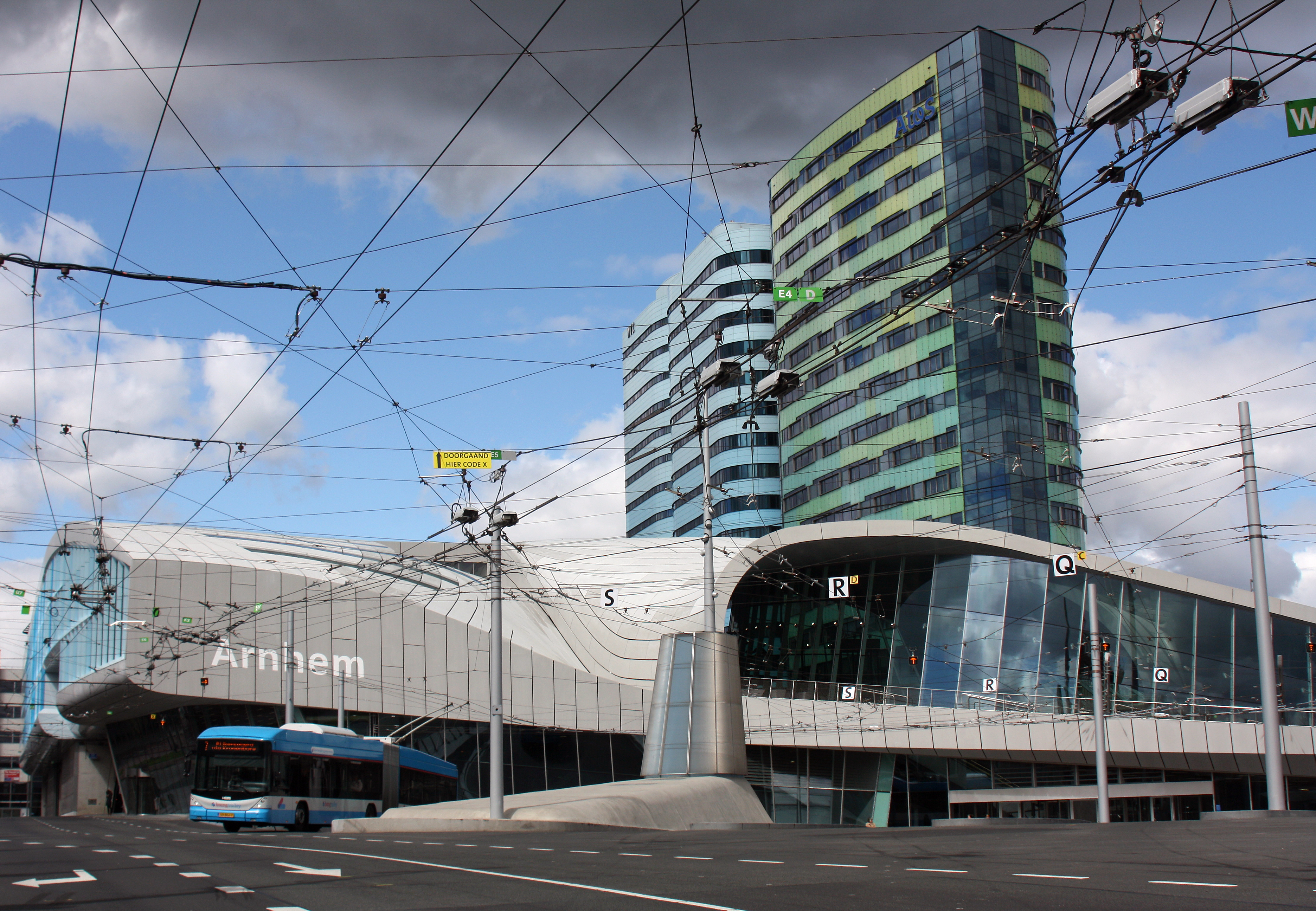
Station Arnhem Centraal
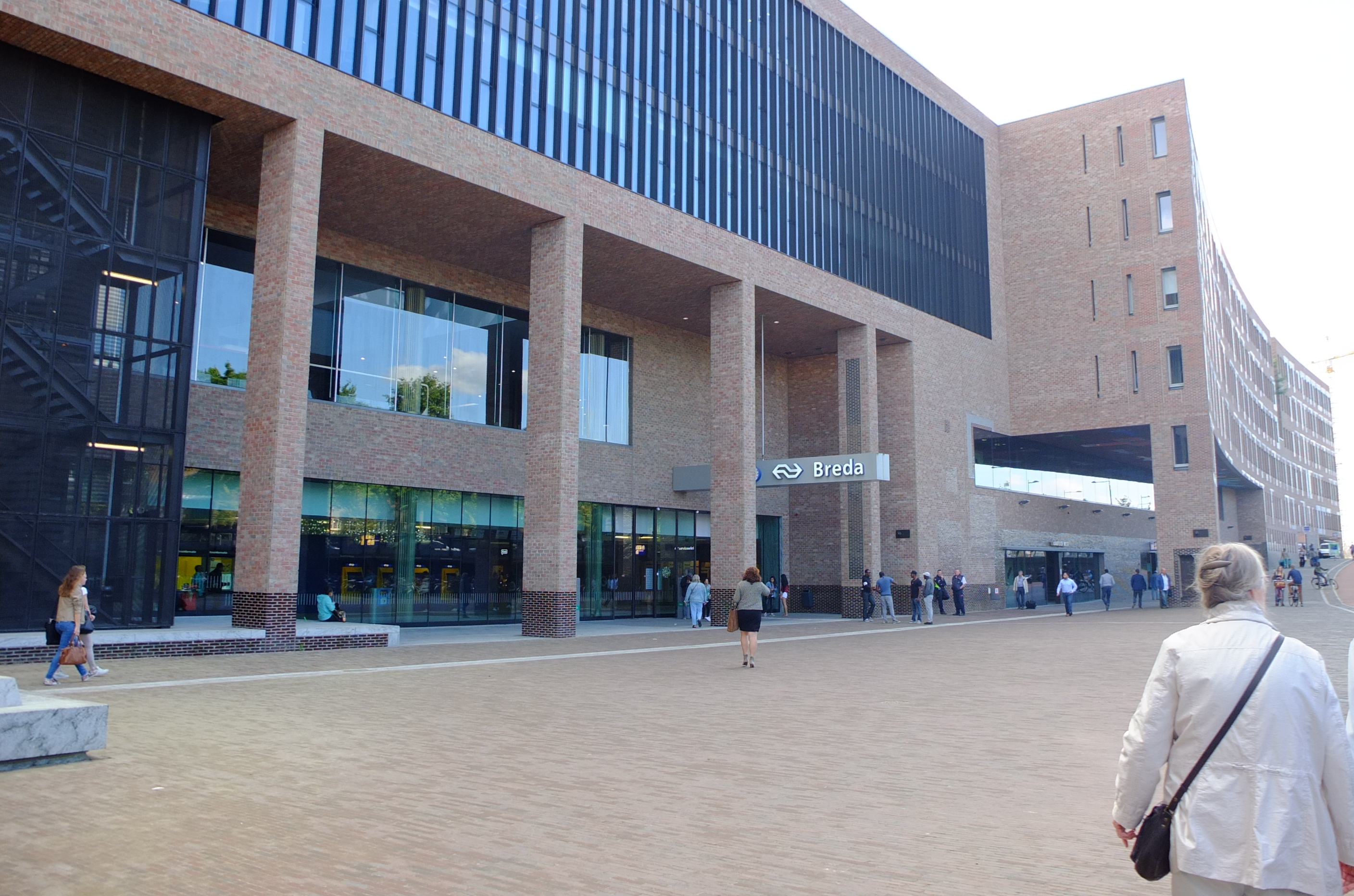
Station Breda

#### Uitbreiding of nieuwbouw in verband met grote infrastructuur-projecten
Niet alleen de bouw van hogesnelheidslijnen en/of de komst van hogesnelheidstreinen was de reden om stations uit te breiden: ook andere infrastructurele werken waren aanleiding.
Amsterdam Centraal werd grootschalig uitgebreid, onder meer vanwege de komst van de Noord/Zuidlijn-metro, (ook) de komst van hogesnelheidstreinen en de beslissing om een centraal busstation te bouwen aan de achterzijde van het station (dit vergrootte tevens de behoefte aan twee te bouwen poortvrije passages in het station). Dit was onderdeel van het Masterplan Stationseiland. Tegelijk werd de reizigerstunnel station Zwolle vernieuwd en uitgebreid, onder meer vanwege de komst van de Hanzelijn in 2012, dat een belangrijke aanleiding was voor het bredere ProRail project "ZwolleSpoort". Verder werd het busstation verplaatst naar de achterzijde van het station waarbij de toegang tot dat busstation via de nieuwe stationstunnel liep, de verplaatsing is onderdeel van het project "Spoorzone Zwolle" van de gemeente (waar de circa 10 jaar eerder ontwikkelde (kantoren)wijk Hanzeland aan de achterzijde van het station een onderdeel van is gaan uitmaken). Station Lelystad is vanwege diezelfde Hanzelijn verdubbeld in omvang door de bouw van een nieuw perron, want tegelijkertijd werden tevens de  stationsoverkapping en de (onder de perrons liggende) stationshal twee keer zo groot gemaakt. Station Delft werd volledig nieuw ontwikkeld omdat besloten was tot het realiseren van de Willem van Oranjetunnel door het centrum ter vervanging van het tweesporige viaduct. Net zoals bij de Sleutelprojecten van het Ministerie van VROM heeft de gemeente Delft dit aangegrepen om een compleet nieuwe integraal ruimtelijk beleid voor haar stationsgebied te ontwikkelen, zie Spoorzone Delft.
ProRail rekende de verbouwing van Amsterdam Centraal en de nieuwbouw van Delft tot de zeven "Grote Stationsprojecten", samen met de vijf stations die als Nieuwe SleutelProjecten werden verbouwd, zie daarvoor de voorgaande hoofdparagraaf.

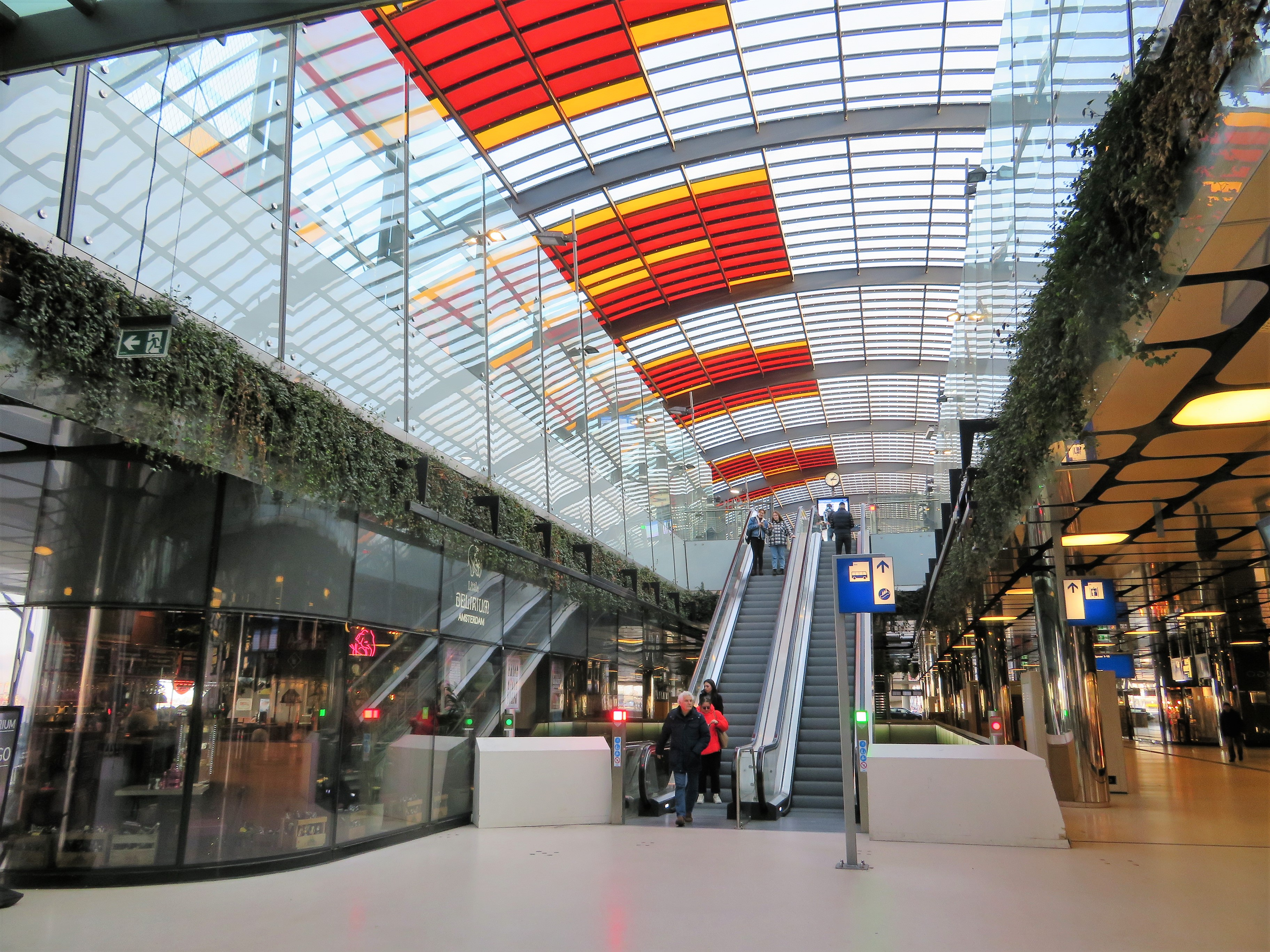
Station Amsterdam Centraal
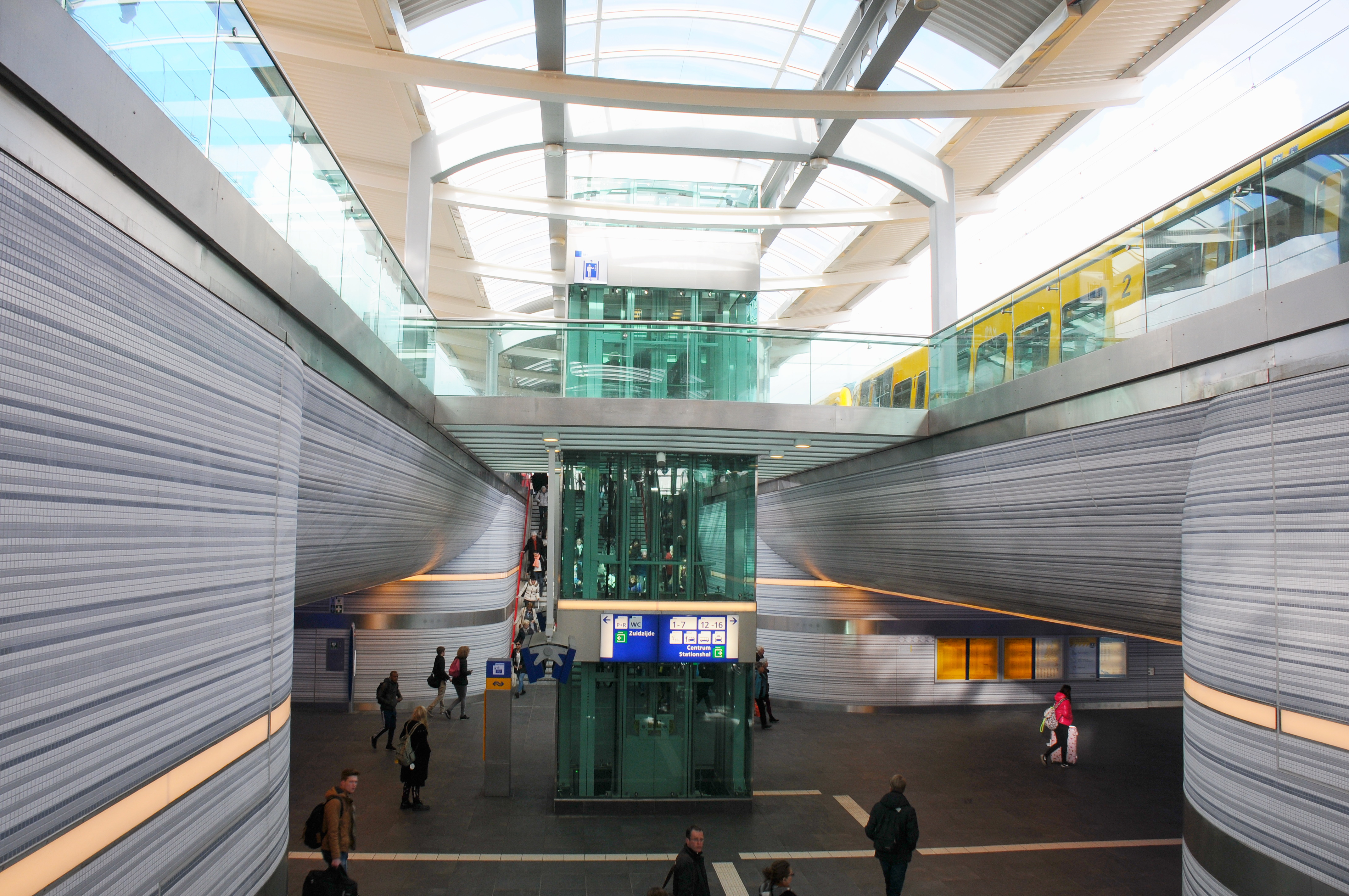
Station Zwolle
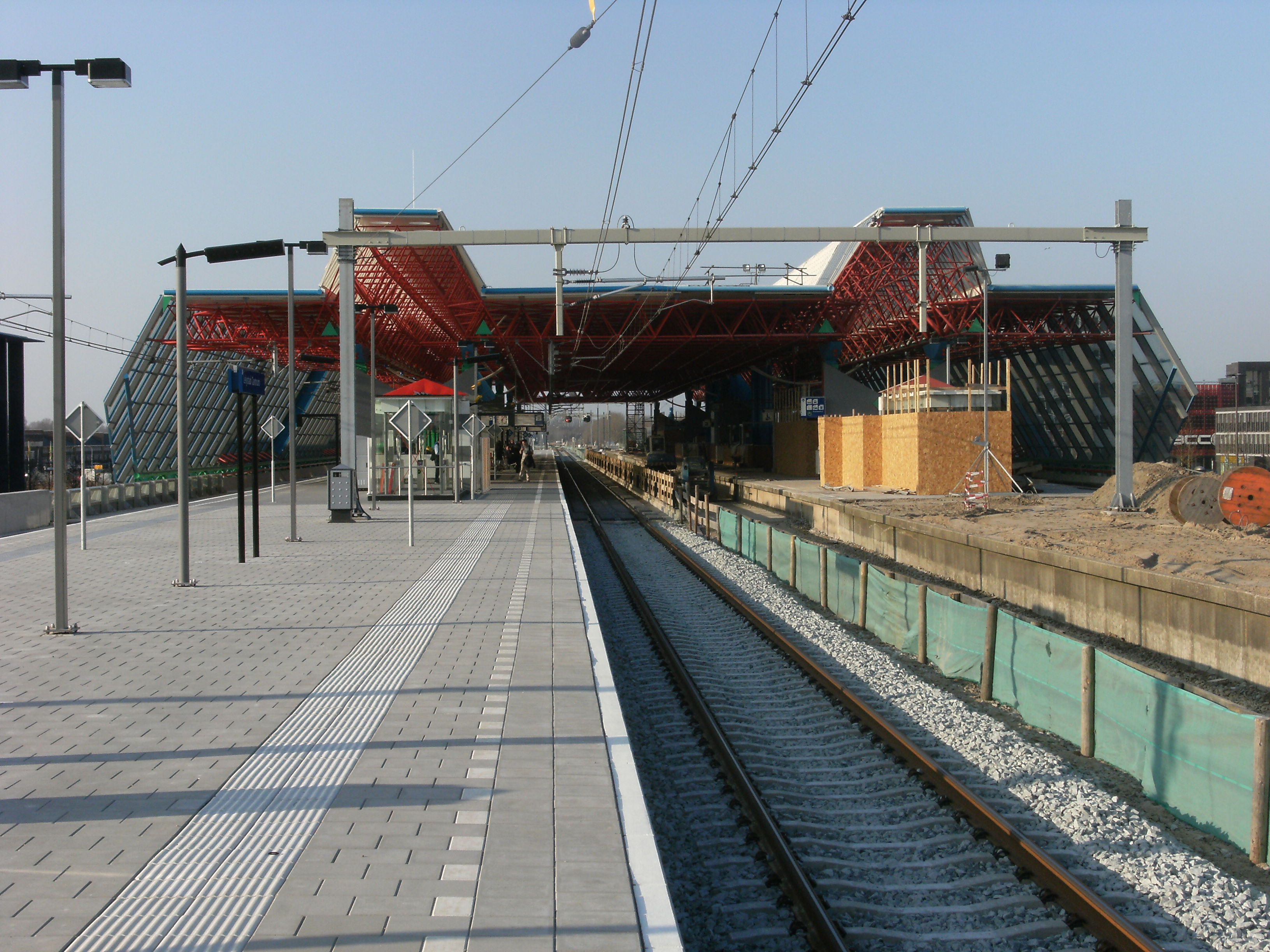
Station Lelystad
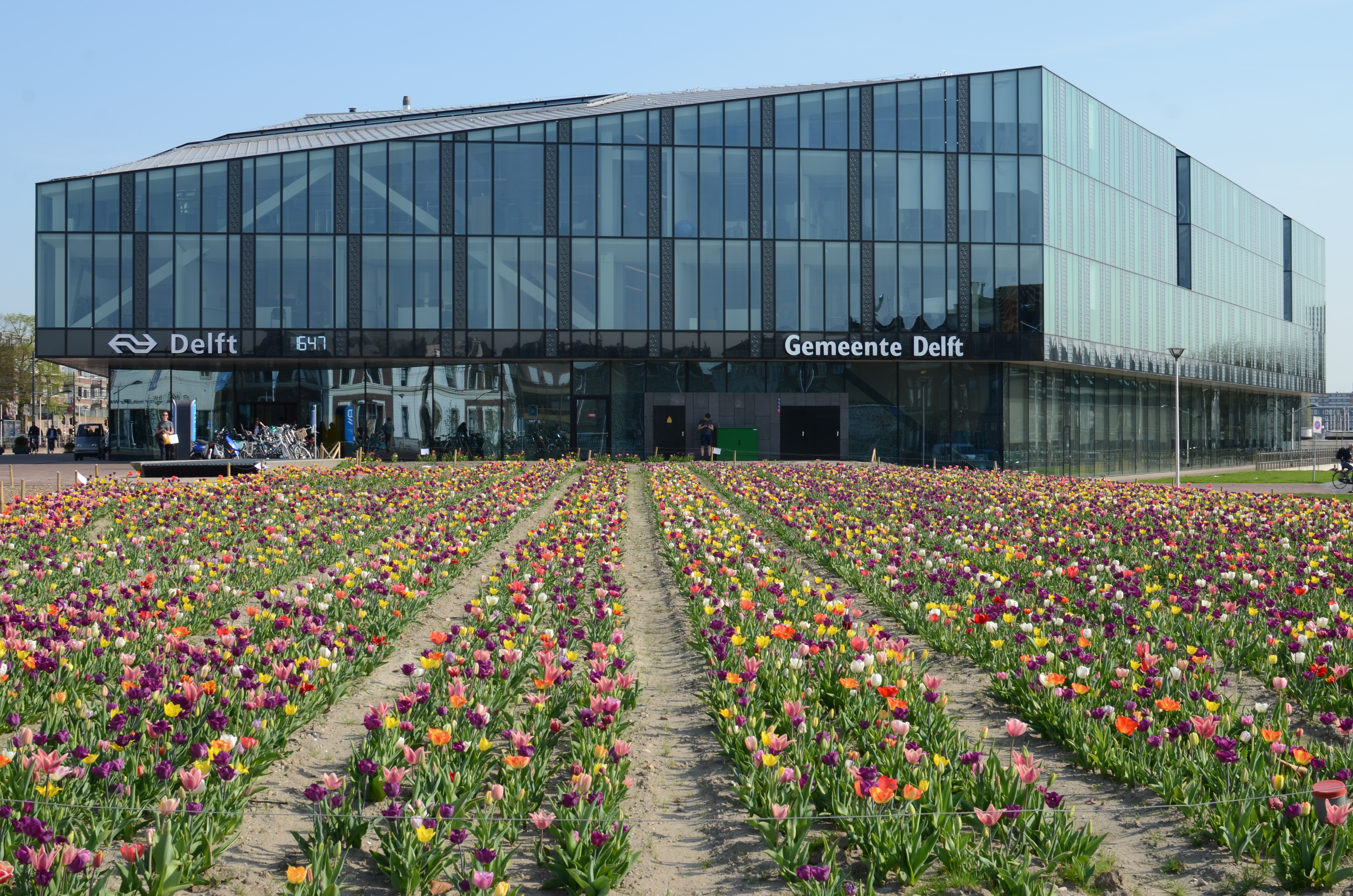
Station Delft

#### Vernieuwing en/of uitbreiding
Andere redenen om de stations te verbouwen waren veroudering en/of een gebrek aan capaciteit en goede reizigersvoorzieningen (zoals roltrappen en/of liften).
Want stations zoals Eindhoven en Tilburg zijn ook vernieuwd en uitgebreid: de stations waren gebouwd in de jaren '50 en '60 en sloten niet meer aan bij het gegroeide aantal reizigers en de hogere maatstaven qua toegankelijkheid en reizigerscomfort (liften en de hoeveelheid roltrappen). In station Eindhoven is naast de bestaande tunnel en tweede veel ruimere tunnel gebouwd met liften en roltrappen. De tunnels sluiten over de gehele lengte op elkaar aan. De beide stationsgebouwen in Eindhoven zijn inwendig vernieuwd. In Station Tilburg is de tunnel ook vervangen door een veel ruimere waarbij de tunnel is doorgetrokken naar de achterzijde van het station. In Tilburg is de stations-vernieuwing onderdeel van een integrale gebiedsontwikkeling aan de noordelijke achterzijde van het station, zie daarvoor: Spoorzone (Tilburg). Ook de fietsvoorzieningen zijn daar uitgebreid. Ook het station Heerlen uit de (crisis)jaren '80 is volledig vervangen door een nieuw hooggelegen stationsgebouw dat deel uitmaakt van het stedenbouwkundig project, het Maankwartier. Begin jaren 2010-2019 kreeg station Hengelo al een vernieuwde en verbrede reizigerstunnel met roltrappen. Ook heeft het station een nieuwe achterzijde gekregen aansluitend op de gebiedsontwikkeling aan de achterzijde van het station: "Hart van Zuid". Station Alkmaar is uitgebreid met een traverse ter vervanging van de tunnel zodat het mogelijk was om het station van roltrappen en liften te voorzien. Station Dordrecht was al eerder op vergelijkbare wijze verbeterd: In Dordrecht is aan de noordelijke zijde de bestaande traverse verbeterd door het aanbrengen van roltrappen. Op station Gouda, dat met de NS-dienstregeling 2007-2009 een volledige intercitystatus had gekregen, zijn de roltrappen geplaatst in de stationstunnel, de achteringang is daar vernieuwd en vergroot met een luifel, en waar mogelijk zijn doorgangen verbreed. Dit is onderdeel van het project Spoorzone (Gouda) waarbij ook een stadhuis en bioscoop zijn gebouwd aan de achterzijde van het station. Station Assen kreeg een nieuw station naar aanleiding van de bouw van een verkeerstunnel, de Overcingeltunnel, waardoor de stationsomgeving inclusief het station zelf opnieuw ingericht kon worden. Station Deventer is in deze periode uitgebreid met een nieuw zijperron, ook de bestaande ondergrondse fietsenstalling is vernieuwd en uitgebreid.

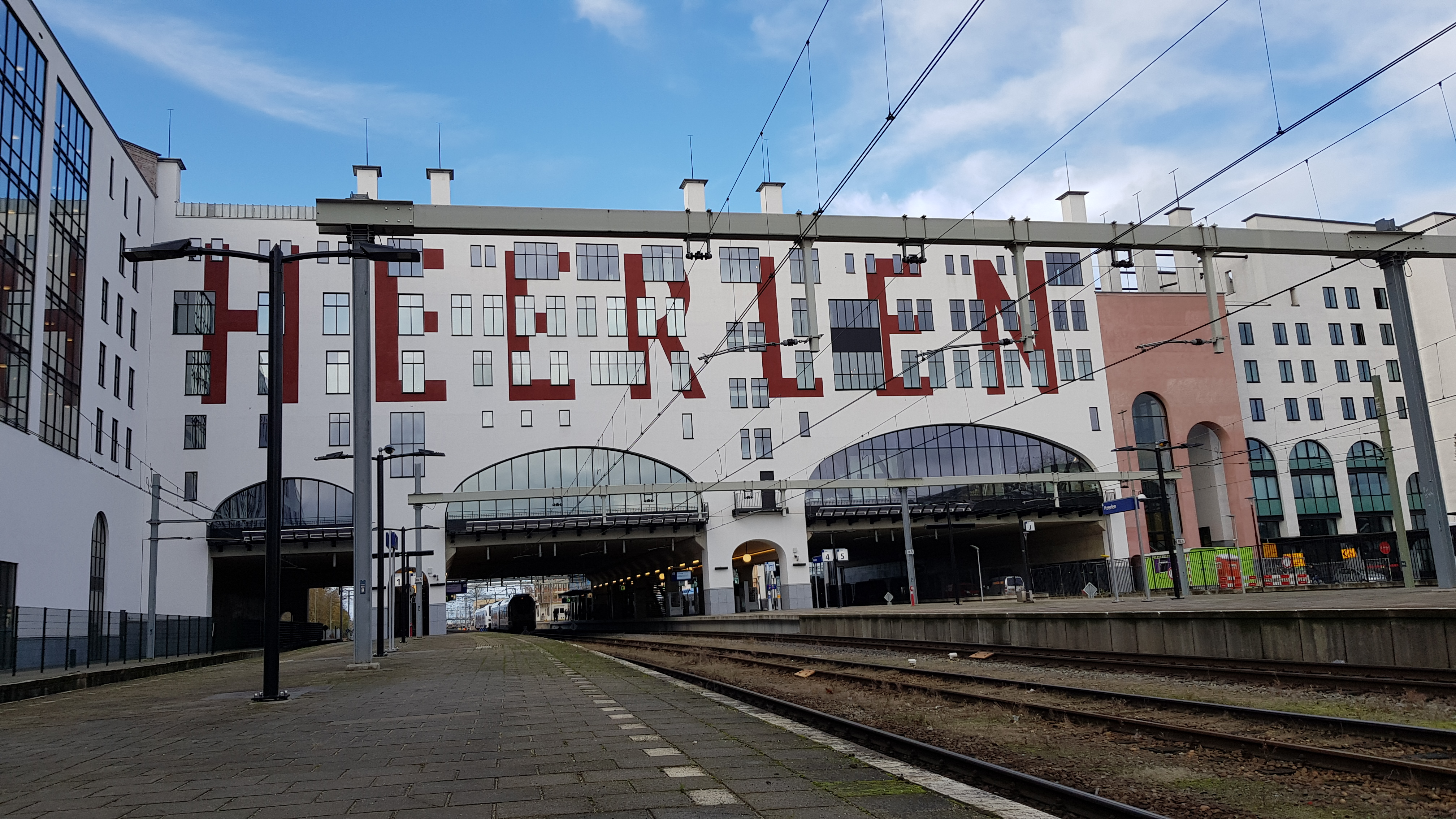
Station Heerlen
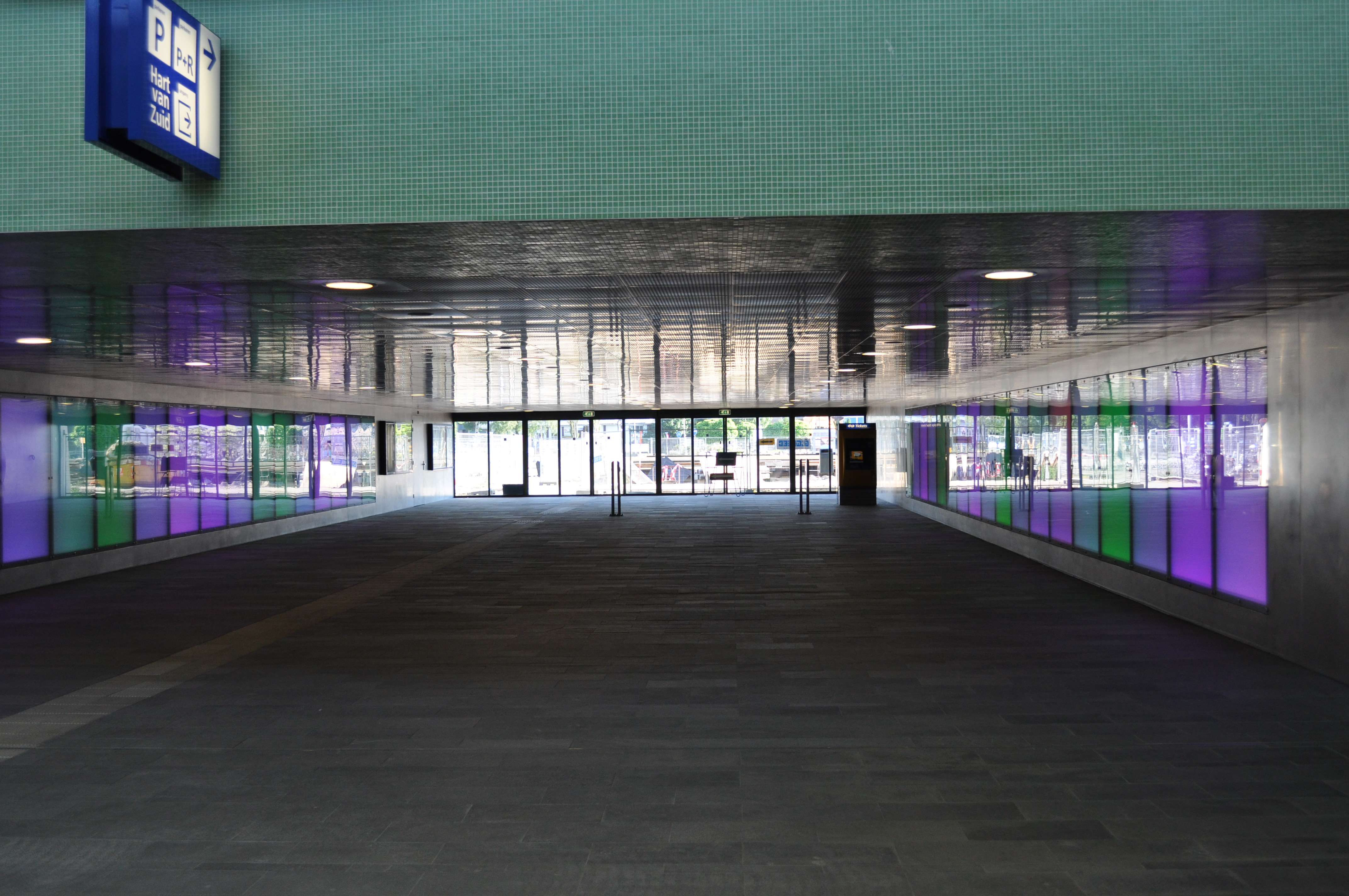
Station Hengelo
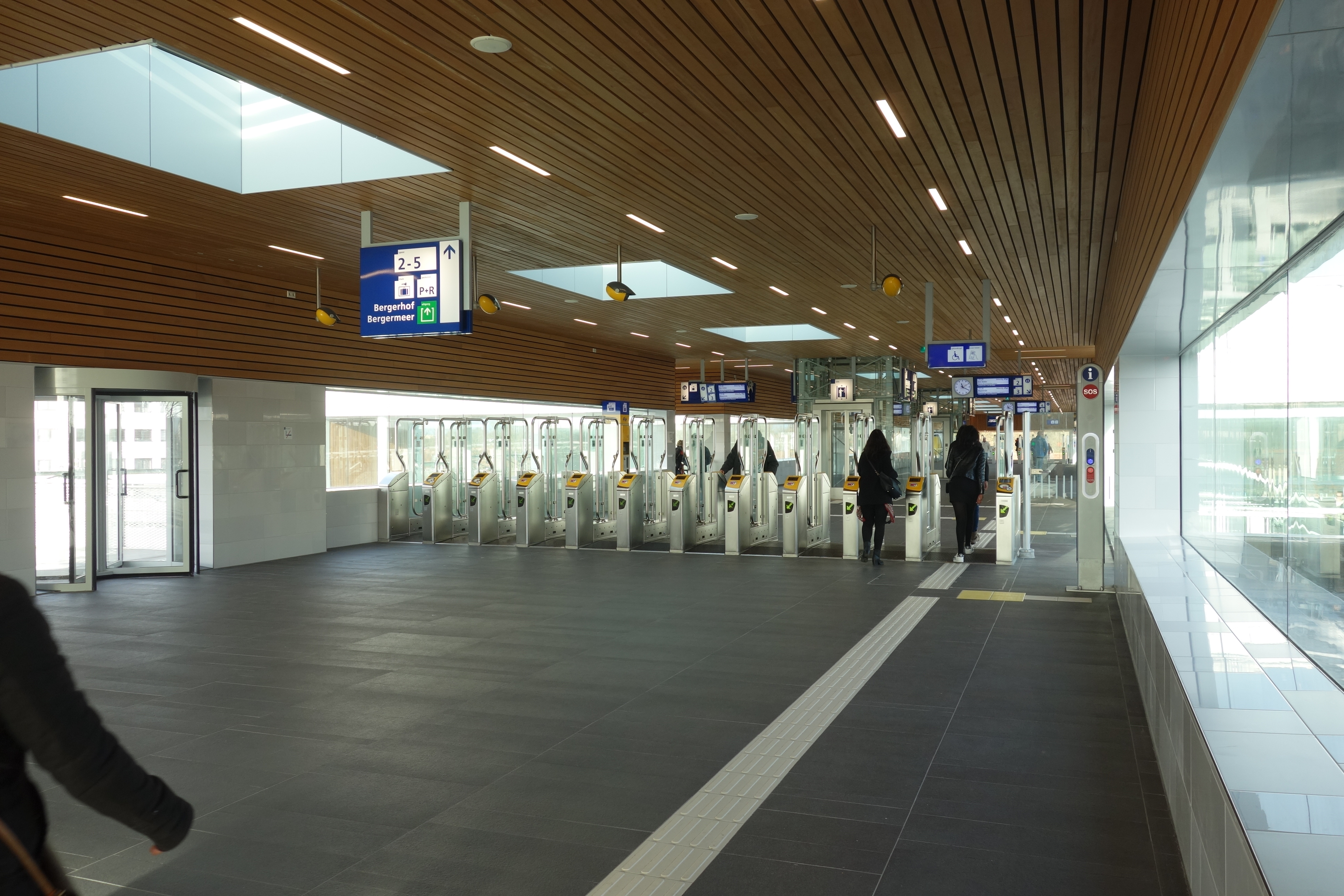
Station Alkmaar
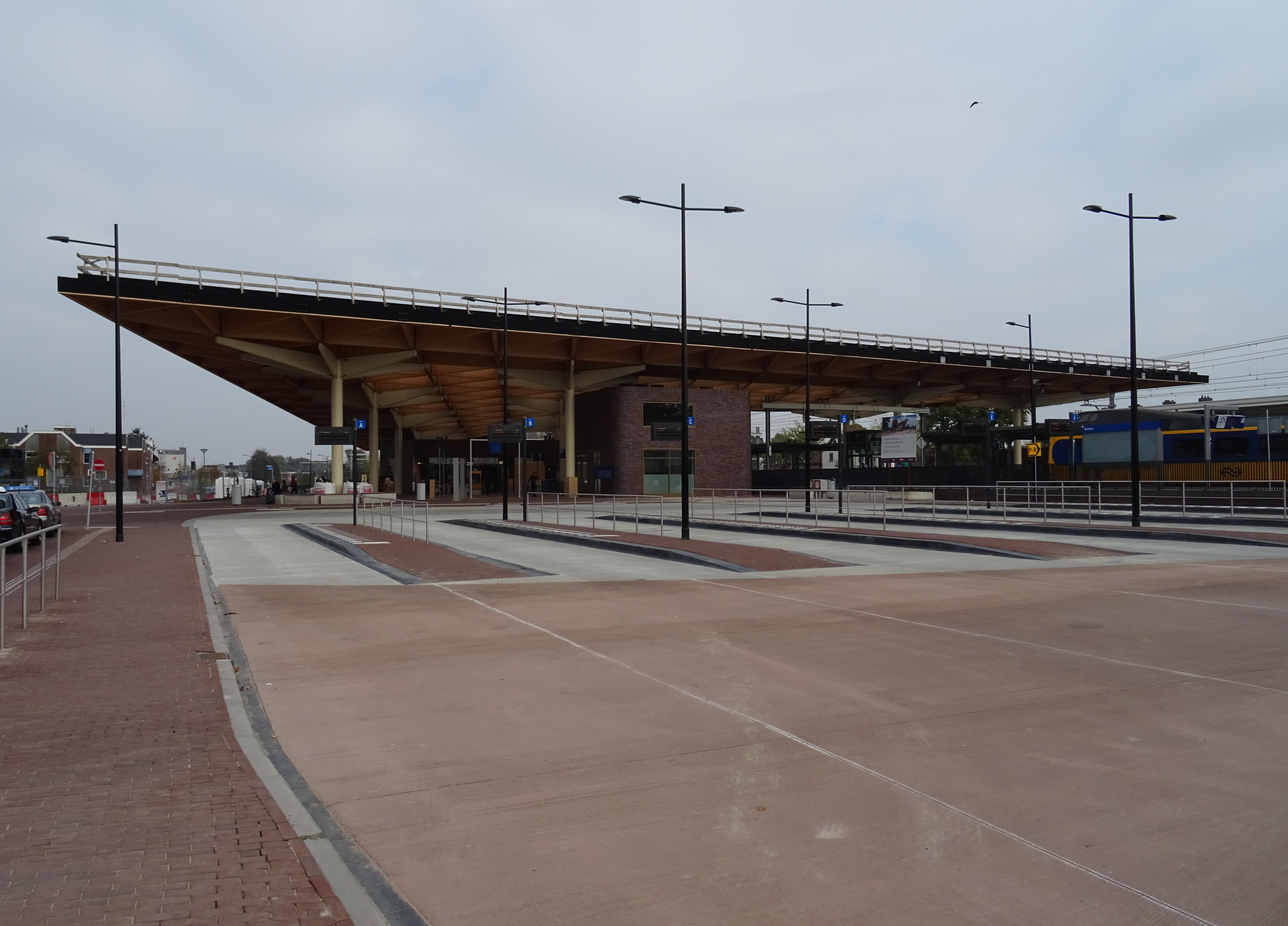
Station Assen
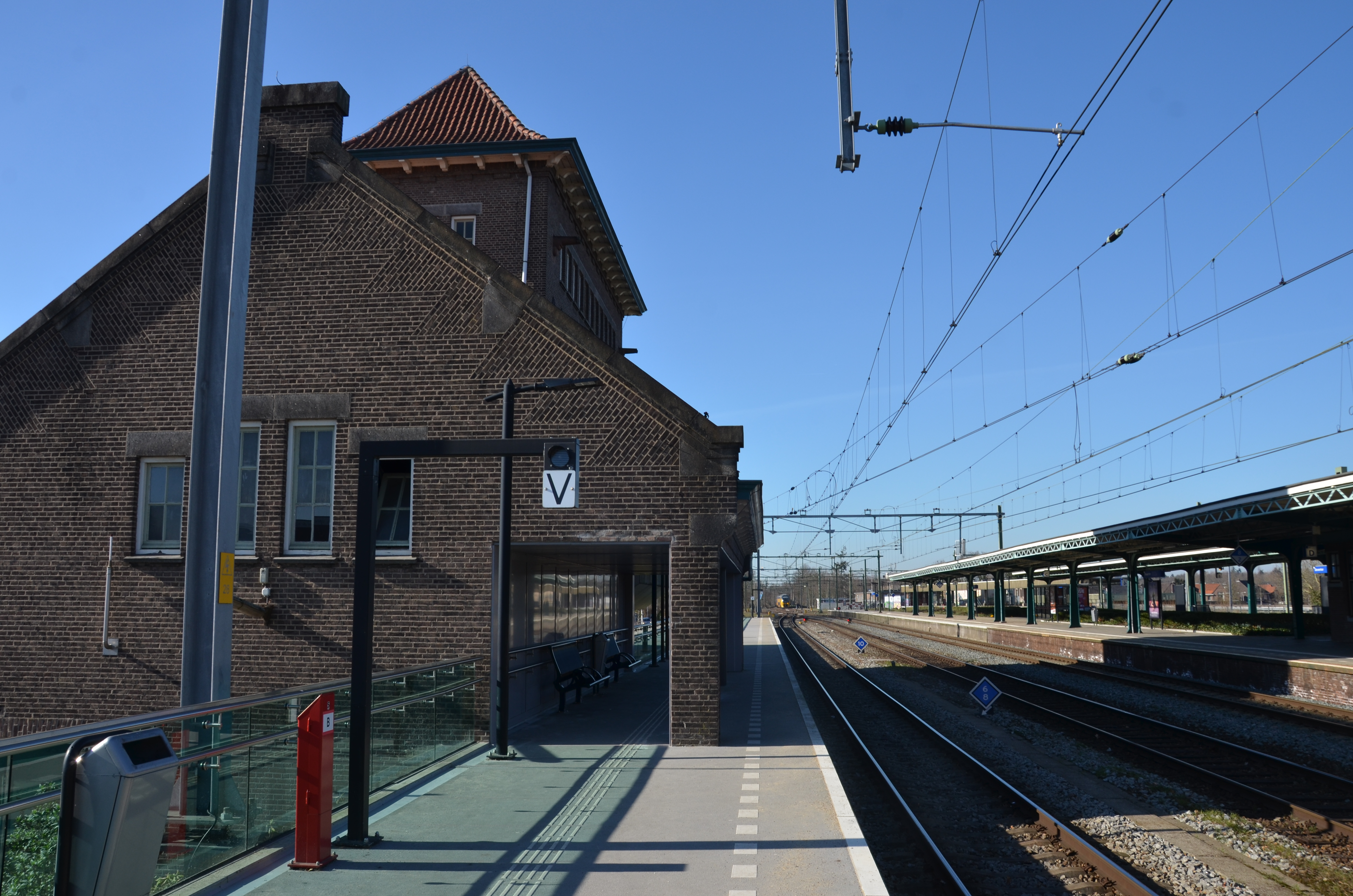
Station Deventer

#### Vernieuwing in verband met de vervanging van overwegen
Meerdere stations zijn vernieuwd vanwege het vervangen van overwegen. Station Helmond is volledig vernieuwd: de openbare weg en de toegang tot het perron gaan nu via een tunnel in plaats van een overweg, het stationskwartier is met het project Spoorzone Helmond (dat onder de naam Stationsgebied Helmond een internationale prijs heeft ontvangen) her-ontwikkeld en het functionele station dat in de crisisjaren van de jaren 1980 is gebouwd is daarbij vervangen. Ook station Harderwijk kreeg in deze periode een volledig nieuwe toegang waarbij de openbare weg (en de perrontoegang) nu door een tunnel wordt geleid in plaats van via overwegen. Ook het naastgelegen busstation is vernieuwd. Bij station Dieren is een traverse/voetgangersbrug gebouwd ter vervanging van een overweg en een reizigerstunnel, dit hing samen met het verdiepen van de provinciale weg naast het station in een tunnel ter vermindering van de barrière-werking van zowel de spoorlijn als van de provinciale weg (het overkoepelende plan heette Traverse Dieren). De overweg bij station Bilthoven werd ook vervangen door twee tunnels, het perron en het stationsgebouw bleven hetzelfde, de stationsomgeving werd opnieuw ingericht.

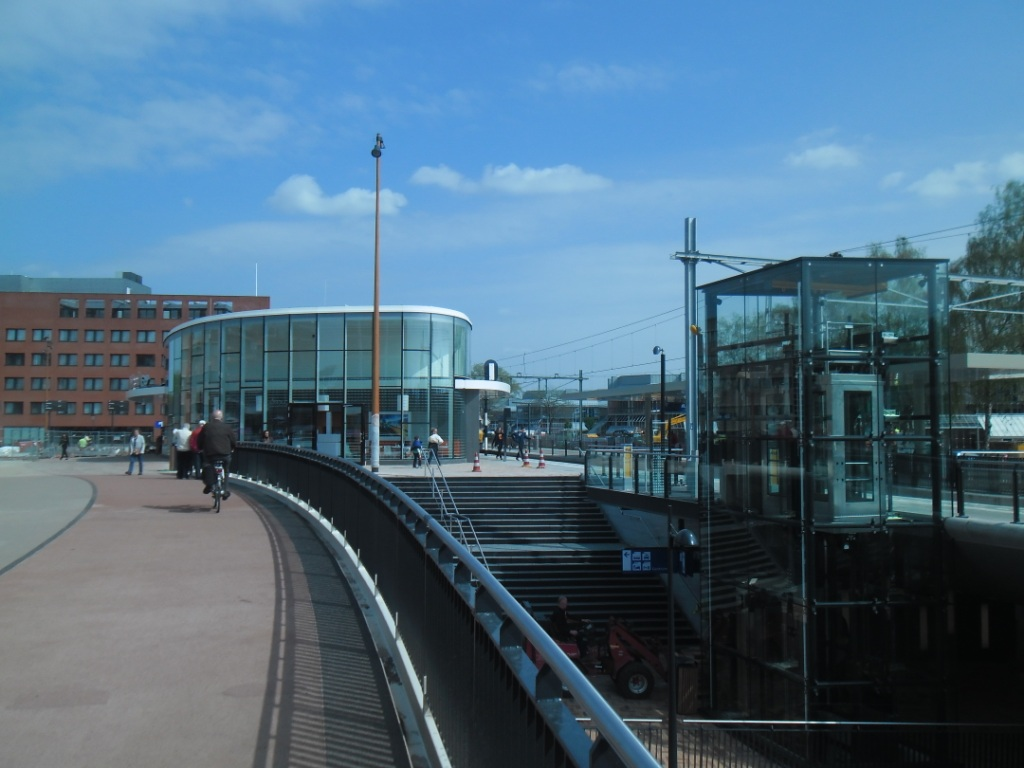
Station Helmond
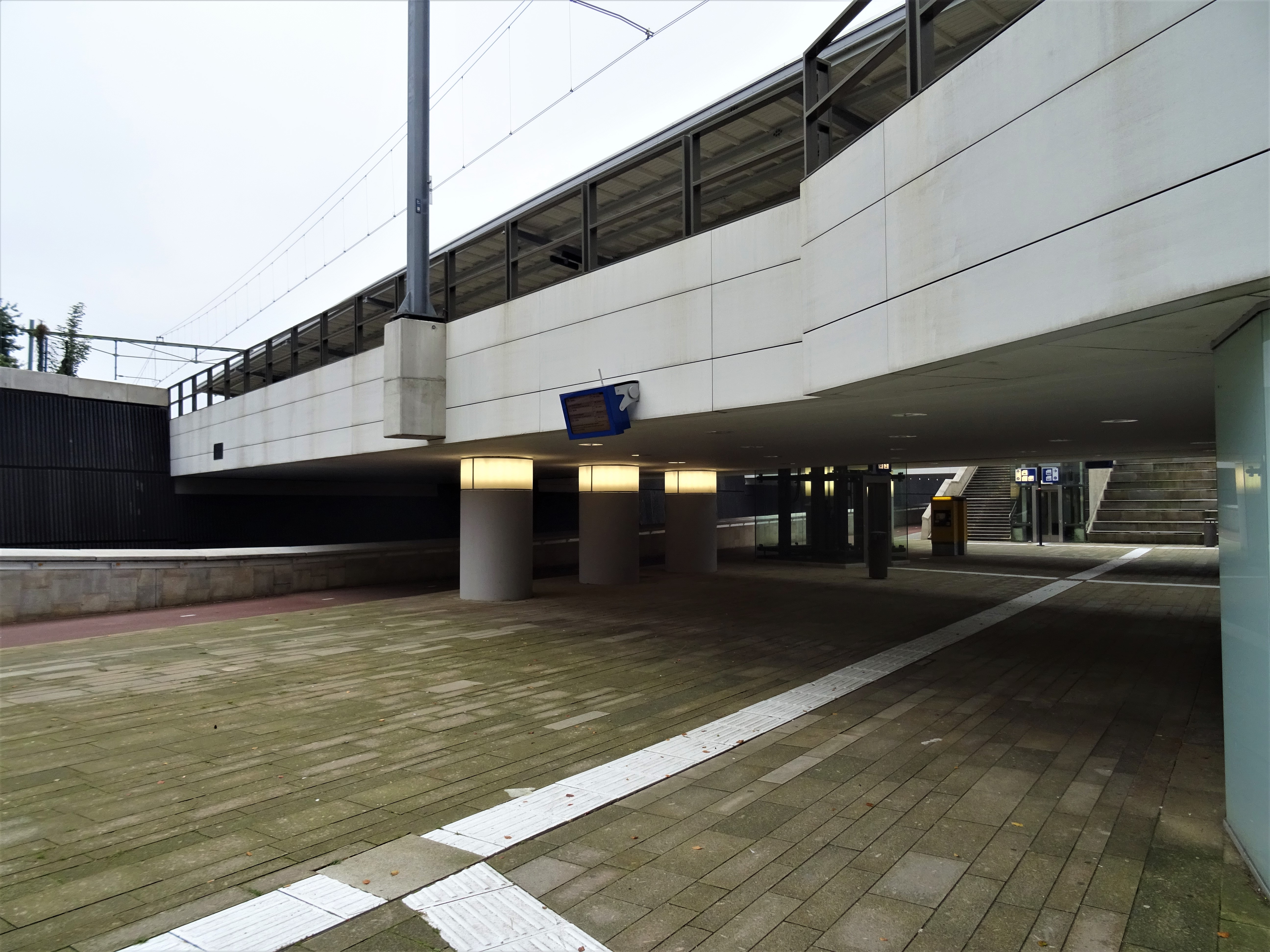
Station Harderwijk
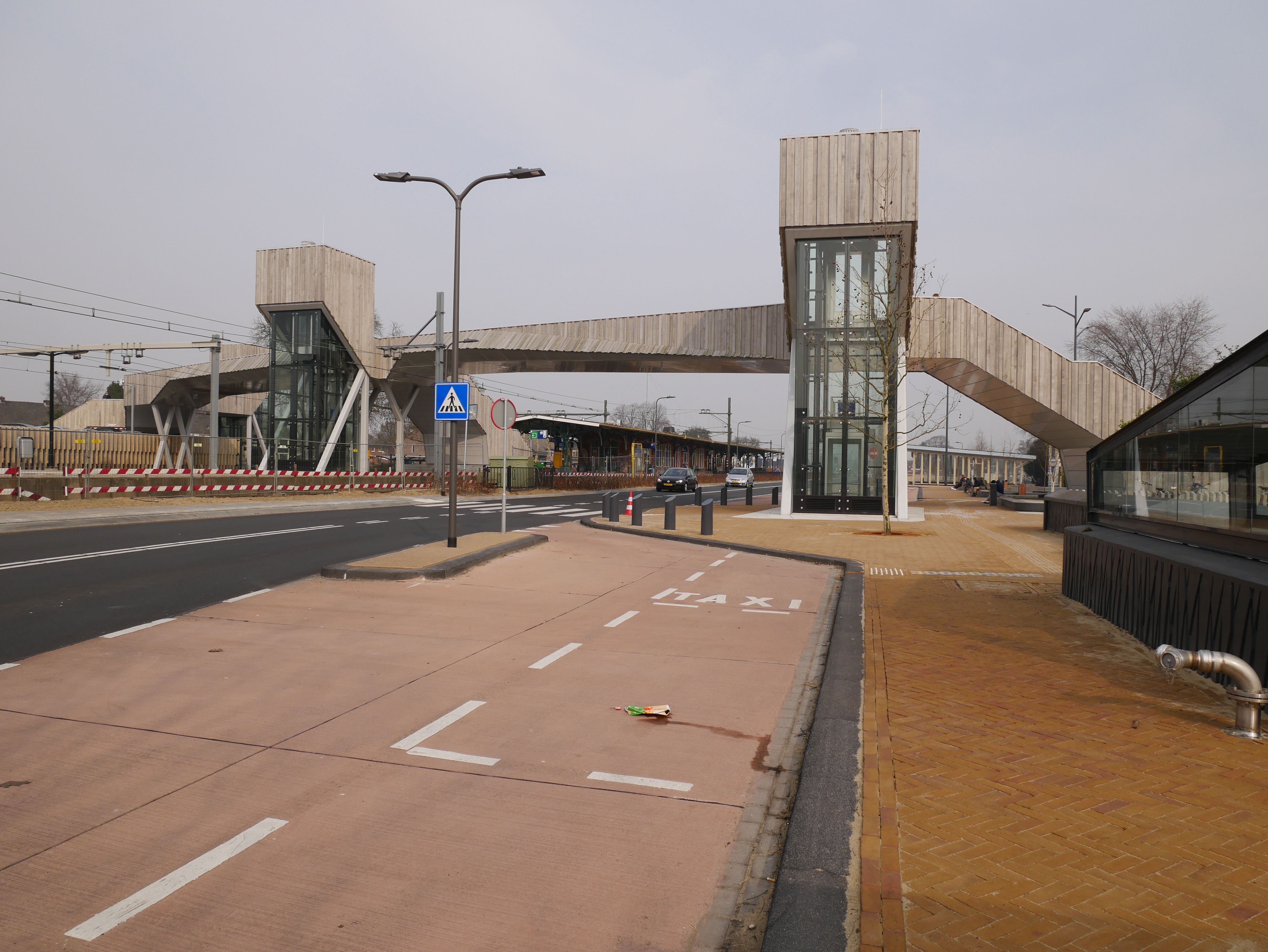
Station Dieren

### Jaren 2020-2029
In de jaren 2020 verschoof de aandacht naar het verbouwen van kleinere stations zoals station Driebergen-Zeist, en het nog te voltooien station Ede-Wageningen. Dit had ook te maken met het aanpassen van deze stations in het kader van het Programma Hoogfrequent Spoor (PHS). Station Delft Campus, aan het traject naar Rijswijk, wordt daarom uitgebreid tot een viersporig station. Station Geldermalsen is daarom reeds uitgebreid met twee nieuwe perrons en met een nieuwe perrontunnel waarbij het stationsgebouw op het midden-perron verder in de oude staat is gebleven.

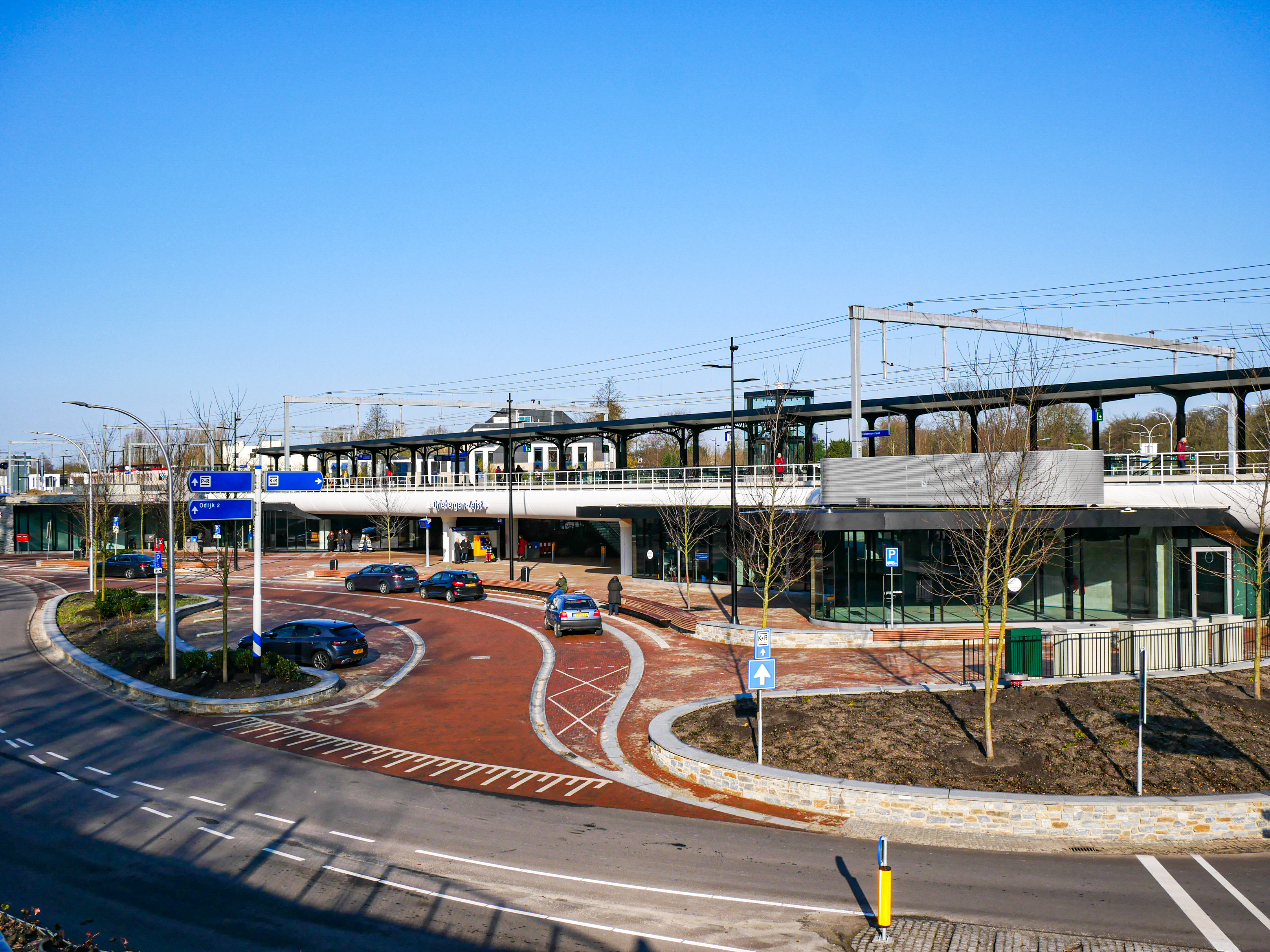
Station Driebergen-Zeist
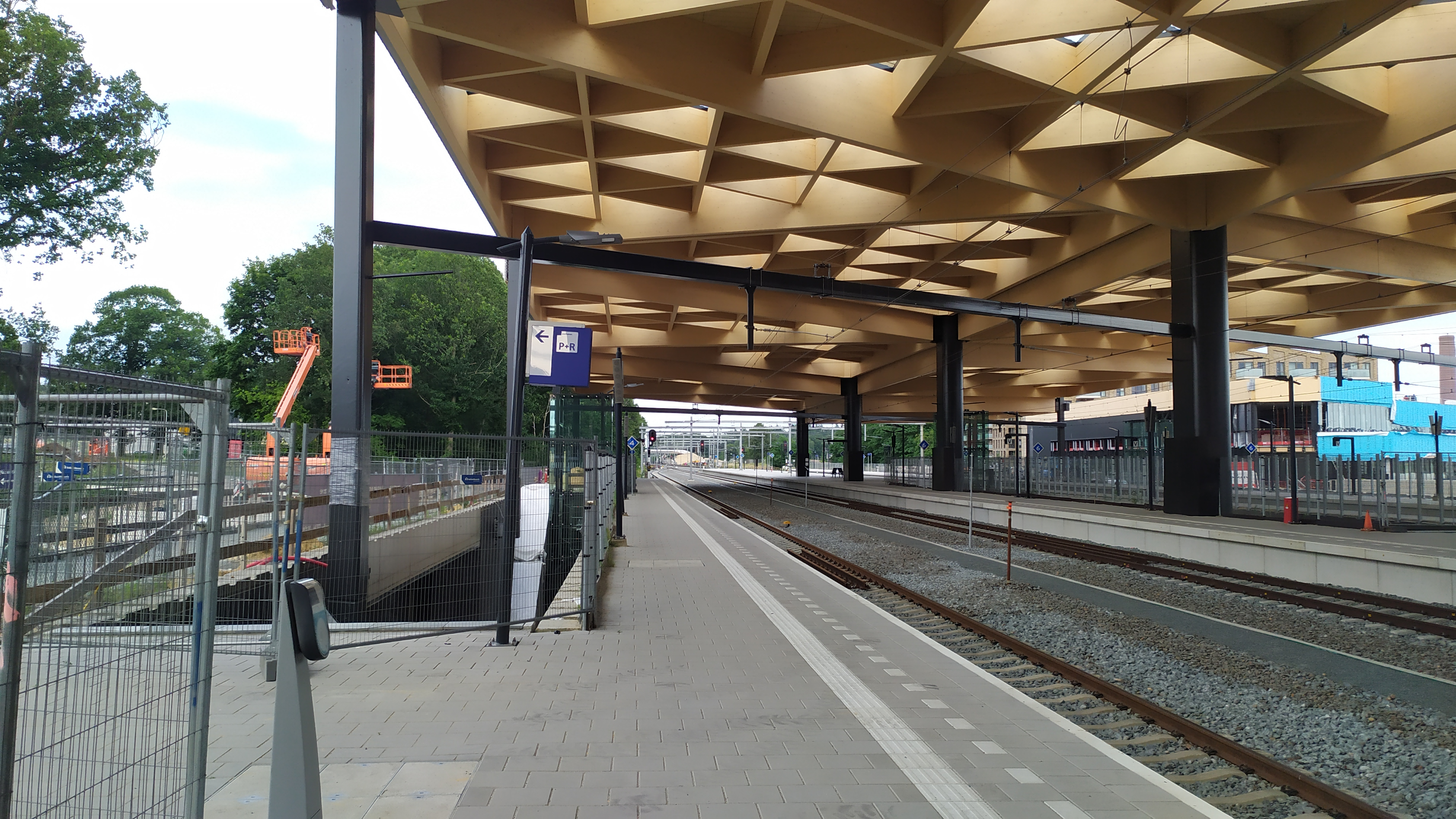
Station Ede-Wageningen
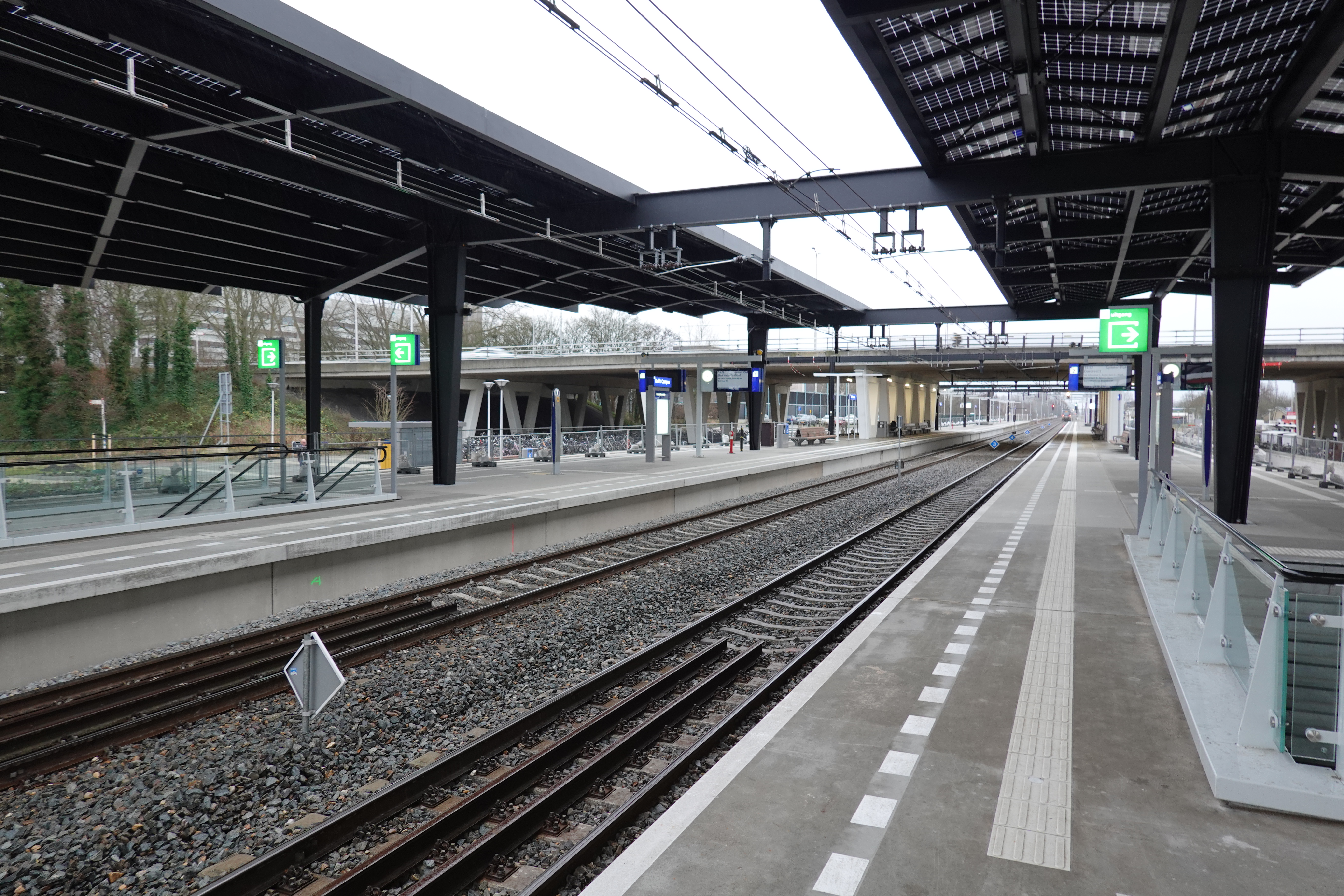
Station Delft Campus

## Voorzieningen op Nederlandse stations
- NS is eigenaar van het stationsgebouw en heeft het recht op de commerciële exploitatie van alle stations in Nederland, ook die welke niet door NS worden bediend (zie ook onder). NS Stations Retailbedrijf exploiteert de winkels en horeca. Op grond van het Vrijstellingenbesluit Winkeltijdenwet zijn er geen wettelijke beperkingen van de openingstijden van de winkels in treinstations. Verder verzorgt NS Stations Retailbedrijf de automaten (excl. die voor vervoerbewijzen) op stations en de catering in de treinen.
- Bijna alle stations hebben kaartautomaten (Station Hoevelaken niet, hier is alleen een oplaadpunt aanwezig). De functionaliteit op stations die niet door NS bediend worden is vaak beperkter. De meeste zijn van types die vallen onder NS Reizigers, ook als ze op stations staan die niet door NS worden bediend. De andere vervoerder huurt ze dan.
- De grotere stations, vaak met een stationshal, hebben ook loketten.
- Alle stations hebben OV-chipkaartlezers voor de vervoerders die het station bedienen (behalve dat enkele vervoerders op grenstrajecten niet met de OV-chipkaart werken). Ongeveer 30 hebben toegangspoortjes. Er zijn plannen om dit aantal uit te breiden tot ongeveer 90 en de poortjes in rusttoestand te sluiten, zodat men het OV-chipkaartgebied alleen nog kan betreden door inchecken en verlaten door uitchecken.[3] Sommige gemeenten vinden dit bezwaarlijk.[4] Bij diverse stations is er al daadwerkelijk sprake van afsluiting.
- De kleinere en/of onbemande stations zijn voorzien van informatiezuilen, waarop men via een telefoonverbinding reisinformatie kan bemachtigen of in noodgevallen op een noodknop kan drukken.
- Perrons (inclusief bankjes, afvalbakken en verlichting, maar exclusief horeca, winkels en verkoopautomaten), voetgangerstunnels en -bruggen inclusief trappen, roltrappen en liften, en voetgangersoverwegen worden verzorgd door de Directie Stations van ProRail. De vervoerders betalen hiervoor een gebruiksvergoeding per haltering, die voor Intercity's hoger is dan voor stoptreinen. ProRail hanteert daarbij een indeling van de stations in de klassen kathedraal, mega, plus, basis en halte.

De verdeling van de rollen van ProRail, NS en andere vervoerders op stations is onderwerp van discussie.